# DREAMS COME TRUE
DREAMS COME TRUE（ドリームズ・カム・トゥルー）は、吉田美和と中村正人の2人からなる日本のバンドである。かつてはキーボード担当の西川隆宏が在籍していたが2002年に脱退した。所属事務所はDCTentertainment、レコード会社はユニバーサルミュージック / DCT records。公式ファンクラブは「POWER PLANT」。一般的な略称はドリカム。さらに縮めてドリやDCTとも呼ばれる。

## メンバー
- 吉田 美和（よしだ みわ、1965年5月6日 - ）（60歳） - ボーカル
- 中村 正人（なかむら まさと、1958年10月1日 - ）（66歳） - ベース

旧メンバー
- 西川 隆宏（にしかわ たかひろ、1964年5月26日 - ）（61歳） - キーボード
2002年3月21日付で脱退。

## 概要
- 中村正人がソフィスティ・ポップに分類されるスウィング・アウト・シスターの音楽性と吉田美和の歌唱力に衝撃を受けた後、1988年1月に結成。
- 1985年から1988年まで、とんねるずのコンサートツアーでバック・バンドのベーシストだった中村が、1988年のコンサートツアー時に吉田をバック・コーラスに招聘した事から始まった。（デビュー前に小泉今日子のサポート・メンバーを2人が行っていたと言われることがあったが、吉田のみが出演しており、中村ではなく弟が参加した）。
- 1989年3月21日、1stシングル『あなたに会いたくて』と1stアルバム『DREAMS COME TRUE』同時リリースでデビュー。
- 1989年の2ndアルバム『LOVE GOES ON…』、1990年発売の3rdアルバム『WONDER 3』は売上枚数100万枚以上。
- 1990年代のアルバムセールスにおいて圧倒的な存在感を見せた[4]。
- シングルでは1990年発売の『笑顔の行方』で初のオリコンTOP10入りを果たすと、1991年『Eyes to me/彼は友達』でオリコン1位を獲得。1992年から1995年にかけて『決戦は金曜日/太陽が見てる』、『go for it!/雨の終わる場所』、『WINTER SONG』（再発盤との合算）、『サンキュ.』、『LOVE LOVE LOVE/嵐が来る』の5作品がミリオンセラーとなり、中でも『LOVE LOVE LOVE/嵐が来る』は売上枚数240万枚以上になっている。
- 1991年発売の4thアルバム『MILLION KISSES』から1996年発売の8thアルバム『LOVE UNLIMITED∞』。
- 1997年と2000年に発売したベスト盤2作（うち1作は非公認のもの）は売上枚数200万枚以上を記録した。売上枚数200万枚を突破したアルバムは計7作品あり、これは全アーティストの中で最多である。中でも1992年の5thアルバム『The Swinging Star』はオリコン史上初の累計売上枚数300万枚を突破した作品となった[5]。
- 1999年の10thアルバム『the Monster』でもミリオンセラーを達成している。2015年にリリースしたオールタイム・ベストアルバム『DREAMS COME TRUE THE BEST！私のドリカム』では、累計出荷100万枚を記録。
- 楽曲を製作する際は「詞が先、曲が先、どちらもある」ということで、吉田は「マサくん（中村）が作曲する時は曲が先」と話している。また作曲の際に楽器はほぼ使わないということで、メロディーが思い浮かぶ時は大概詞も一緒に来るので「大体忘れないので、その時に録っておいたり、書いておいて貯めている」という[6]。

### バンド名
当初は「CHA-CHA & AUDREY's Project」（チャチャ・アンド・オードリーズ・プロジェクト）というグループ名を名乗っていたが、数か月後に“夢はかなう”を意味する「DREAMS COME TRUE」に改名。

### トラブル
中村は「500万枚CDを売ることと、グラミー賞を獲ること」を一生の夢と述べており、ロンドンやニューヨークでレコーディングを行ったこともある。
1994年には映画『THE SWAN PRINCESS』のエンディングテーマ「ETERNITY」で海外進出している。
1997年にレコードレーベルをヴァージン・レコード・アメリカに移籍し、同時にプライベート・レーベルVirgin/D.C.T.を設立。本格的にアメリカ進出を視野に入れた活動になった（国内販売は東芝EMIが担当した）。
しかし、これは日本の音楽業界の慣例を無視したものであった。肝心の米国での活動も芳しいものではなく、本格的なアメリカ進出作となったアルバム『SING OR DIE』にしても、ニューヨークのタワーレコードなどで週間売上げの上位にランクインしたものの、実際に現地の購買層は、ほぼすべてが日本人であったとされる。
中村は後に「（米国でのチャレンジは）失敗だった。（アメリカの）レコード会社もクビになったし勉強不足も甚だしくて、そこでバンドが終わってもしょうがないっていう状況まで追い込まれた」と振り返る。
結局、ヴァージンを解雇となり米国から撤退したが、その後日本においても完全に干される状態となり、事務所を退所して個人事務所を設立した。2年間は各放送局を謝罪行脚して、ようやく仕事がもらえるようになったのは5年後だという。
元々は結成当初よりユニット内の立場が微妙であった西川は、かねてより多数のトラブルを抱えていたが「これ以上、庇いきれない」という事務所の判断により2002年に脱退を発表。西川は直後に覚せい剤取締法違反（使用）の容疑で逮捕された。

### 影響力
- デビュー当時の女性1人・男性2人の編成は「ドリカム編成」と形容された。このような編成の音楽グループは以前からレベッカ等がいたが、アルバム『MILLION KISSES』での3人が腕を組んだジャケット写真は「ドリカム編成」を大きく印象づけ、男女間の人間関係を表す語としても転用され[11]、globeを始めとして1990年代以降にはこの編成の音楽グループが数多く結成された。
- ただし、語源であるドリカムをはじめ、いきものがかり、Every Little Thing、the brilliant green、m.o.v.e、MY LITTLE LOVER、Do As Infinity、Hysteric Blue（Hysteric Blueは解散）など、後に男性1人が脱退し、男女2人組編成となる例も多い[12]。結成当初から男女二人組のみで活動しているユニットも存在し、PSY・S、センチメンタル・バス、LOVE PSYCHEDELICO、YOASOBIなどが挙げられる。
- ドリカムの影響を受けた女性ボーカリストとして、倖田來未は「ドリカムの影響で歌手を志した」、絢香は「小学生の時に初めて耳にして以来、ずっと大好きで尊敬するバンド。高校生の時にバンドを組んで『決戦は金曜日』を歌いまくっており、デビュー日の前日、ドリカムのライブに行って号泣したのが忘れられない」、E-girlsのAyaは「物心ついた頃から、ずっとドリカムを聴いてた」、水樹奈々は「子供の頃から演歌とアニメソングしか聴いてこなかった自分にとって、ドリカムとの出会いは衝撃だった」と語る[13]。
- スポーツ界でも、女子レスリング選手の吉田沙保里、女子サッカー元日本代表の澤穂希、プロ野球福岡ソフトバンクホークスの本多雄一は自身の登場曲に「何度でも」を使用。同じく元福岡ソフトバンクホークスの内川聖一も「AGAIN」を登場曲に使用している。
- 2009年3月に開催したドリカムのトリビュート・ライヴ「みんなでドリする? DO YOU DREAMS COME TRUE? SPECIAL LIVE」には島袋寛子・BoA・平原綾香・一青窈・Crystal Kay・hiroko（mihimaru GT）・絢香が参加し、それぞれドリカムへの想いを話した。2014年にはデビュー25周年を記念したトリビュート・アルバム『私とドリカム -DREAMS COME TRUE 25th ANNIVERSARY BEST COVERS-』が発売され、HY・中島美嘉・大塚愛・いきものがかり・JUJUなどがドリカムの曲をカバーした[14]。
- 2015年には第2弾『私とドリカム2 -ドリカムワンダーランド2015 開催記念 BEST COVERS-』を立て続けにリリースし、Little Glee Monster、三浦大知、徳永英明、MONGOL800らが参加している[15]。
- 2017年には、上記のアーティストらを新たに知名度を獲得する為に制作されたリスペクト・カバーアルバム『The best covers of DREAMS COME TRUE ドリウタVol.1』が発売された。
- 2007年に大和総研が「ドリカム人気が上がれば、株価も上昇」とする調査結果を発表した。ドリカムの人気と株価指数が、同時に上昇する確率が85.7％、下落で66.7％と高い相関関係を示したことを発見し「（ドリカムの）リアルな歌が注目される環境は、投資家を含めた人々の気持ちの充実が背後にあるのだろう。投資家心理が前向きになりやすく、株価も上昇しやすいのではないか」と解析している[16]。

## 来歴
※オフィシャル・ウェブサイトの「Biography」参照

### 1988年 - 2000年

#### デビュー前
- 1987年（昭和62年）
  - 吉田美和が中村正人に初めて会った際に自身の歌を聴いてもらい、グループ結成が決まる。その時の歌は後にグループとして発表する「うれしはずかし朝帰り」、「週に一度の恋人」であった。

- 1988年（昭和63年）
  - 1月：「CHA-CHA & AUDREY's Project」を結成。その後、渋谷TAKE OFF7を中心に、六本木ネイルズなどでもライブ活動を行い、短期間でDREAMS COME TRUEに改名する。集客数拡大戦略の一環として、夢の「渋谷公園通りの坂上がり」を目標に掲げた。

#### デビュー後
- 1989年（昭和64年・平成元年）
  - 3月21日：1stシングル『あなたに会いたくて』と1stアルバム『DREAMS COME TRUE』同時リリースでデビュー。
  - 6月1日：2ndシングル『APPROACH』リリース。DREAMS COME TRUEがぴあMap’89&ぴあMap文庫’89キャンペーン・キャラクターに、「APPROACH」がキャンペーン・ソングに起用。
  - 9月1日：3rdシングル『うれしはずかし朝帰り』リリース。カップリング曲の「うれしい！たのしい！大好き！」はグリコポッキーCMソング／映画『山田ババァに花束を』主題歌。
  - 11月22日：4thシングル『LAT.43°N 〜forty-three degrees north latitude〜』、2ndアルバム『LOVE GOES ON…』同時リリース。アルバムはオリコンチャート100位以内に229週ランクインするロングヒットとなる。
- 1990年（平成2年）
  - 2月10日：5thシングル「笑顔の行方」リリース。（1月 - 3月期のTBS系テレビドラマ「卒業」の主題歌）初めてオリコンシングルチャートTOP10に入る。1990年上半期シングル・チャート3位。
  - 6月21日：6thシングル『Ring! Ring! Ring!』リリース。
  - 8月1日：中村正人、セガのコンピュータ・ゲーム「SONIC THE HEDGEHOG」で初めてゲーム音楽を手がける。 ゲームは1991年に発売され、全世界で350万本を売り上げる。
  - 9月21日：7thシングル『さよならを待ってる』リリース。
  - 11月1日：3rdアルバム『WONDER 3』リリース。ミリオンセラーとなり、当時のデビューから最短記録でのアルバムミリオンセラー達成となった。
  - 11月21日：8thシングル『雪のクリスマス』リリース。
  - 12月31日：『NHK紅白歌合戦』（NHK総合・ラジオ第1）初出場。 ※#NHK紅白歌合戦出場歴参照
- 1991年（平成3年）
  - 2月21日：アンドレ中村とオホーツク・ボーイズデビュー。『せつなくて～オホーツクにたたずむ男～ / アンドレ中村とオホーツク・ボーイズ』リリース。ラジオ「中村正人のNORU SORU」の企画ユニットの曲。
  - 4月25日：9thシングル『Eyes to me / 彼は友達』リリース。自身初のオリコンシングルチャート1位となる。（「M1.Eyes to me」はフジカラーSUPER HG400キャンペーンソング、「M2.彼は友達」はダイドードリンコダイドーブレンドコーヒーイメージソング）。シングルではオリコンチャートで初めて1位を獲得。
  - 6月15日：「史上最強の移動遊園地 DREAMS COME TRUE WONDERLAND 1991」初開催。従来、ライブ会場拡大の目標として掲げていた夢の「渋谷公園通りの坂上がり」は、渋谷TAKE OFF7→渋谷クラブクアトロ→渋谷公会堂→NHKホールと続いて、本ライブツアーの東京会場である国立代々木競技場第一体育館で完結した。
  - 10月25日：10thシングル『忘れないで』リリース。
  - 11月15日：4thアルバム『MILLION KISSES』リリース。初のダブルミリオンを記録。このアルバムを引っ提げて、DWL1991を大きく上回る規模のアリーナツアーを開催した。
- 1992年（平成4年）
  - 2月21日：ライヴVHS/VIDEO『史上最強の移動遊園地 ドリカムワンダーランド ’91』発売。
  - 4月3日：初のテレビレギュラー番組『うれしたのし大好き』放送開始。
  - 4月4日：1991年度のぴあテン音楽部門で1位に輝く。
  - 9月19日：11thシングル『決戦は金曜日 / 太陽が見てる』リリース。フジテレビ系『うれしたのし大好き〜Friday Night Live〜』オープニング・テーマ。シングルで自身初のミリオンセラーとなる。「太陽が見てる」はFUJICOLOR SUPER Gシリーズキャンペーンソングに起用される。
  - 10月21日：12thシングル『晴れたらいいね』リリース。NHK連続テレビ小説『ひらり』主題歌。
  - 11月14日：5thアルバム『The Swinging Star』リリース。初動売上枚数、累計売上枚数ともに当時の日本最高記録となる。
  - 12月31日：NHK『紅白歌合戦』3年連続出演。瞬間視聴率が歌出演中トップの62％を記録。
- 1993年（平成5年）
  - 1月21日：※中村正人が手掛けた、NHK 朝の連続テレビ小説『ひらり』のオリジナル・サウンドトラック『「ひらり」オリジナル・ドラマ・トラックス』リリース。
  - 9月9日：13th シングル『go for it! / 雨の終わる場所』リリース。吉田美和が初めて出演した1993年秋 資生堂”レシェンテ”CMソングに起用。
  - 12月4日：6thアルバム『MAGIC』リリース。初の1994年度の年間アルバムランキング1位を獲得。
  - 12月5日：映画『めぐり逢えたら』（主演：トム・ハンクス、メグ・ライアン）のオープニング・テーマに「WINTER SONG」が起用される。オープニング・フィルムとして、DREAMS COME TRUE主演のショート・フィルム『WINTER SONG』（ジュリアン・テンプル監督）が上映されるという初の試みも話題を呼んだ。
- 1994年（平成6年）
  - 1月7日：14thシングル『WINTER SONG』、『WINTER SONG～めぐり逢えたらスペシャル・サウンドトラック』同時リリース。
  - 2月14日：VHS/VIDEO『WINTER SONG』発売。
  - 4月28日：15thシングル『WHEREVER YOU ARE』リリース。中村正人が手がけたTBS系ドラマ『長男の嫁』主題歌、劇中音楽。
  - 5月21日：中村正人が手掛けた、TBS 系ドラマ『長男の嫁』のオリジナル・サウンドトラック『長男の嫁 / オリジナル ドラマ・トラックス』リリース。
  - 9月21日：中村正人のモーリス・ホワイト好きが昂じて、モーリスの主宰するカリンバ・レーベルの代表曲を集めたセレクションアルバム『DANCE WITH KALIMBA』リリース。(M15.WHEREVER YOU ARE がDREAMS COME TRUE の曲)
  - 11月4日：16thシングル『すき / きづいてよ』リリース。
  - 11月5日：映画『THE SWAN PRINCESS』エンディングテーマ「ETERNITY」が収録されたサウンドトラックが全米でリリース。
- 1995年（平成7年）
  - 1月26日：映画『THE SWAN PRINCESS』エンディングテーマ「ETERNITY」が収録された『スワン・プリンセス－白鳥の湖－　オリジナル・サウンドトラック』リリース。
  - 2月22日：17thシングル『サンキュ.』リリース。
  - 3月25日：7thアルバム『DELICIOUS』リリース。『MILLION KISSES』から4作連続でダブルミリオン達成。前作『MAGIC』に続き2年連続で年間アルバム1位の売上を記録。
  - 7月24日：18thシングル『LOVE LOVE LOVE / 嵐が来る』リリース。初の年間シングル１位の売り上げを記録。TBS系ドラマ『愛していると言ってくれ』主題歌＆挿入歌。吉田美和と浦嶋りんこによる「FUNK THE PEANUTS」のデビューシングル『恋の罠しかけましょ ～FUNK THE PEANUTSのテーマ～』リリース。
  - 7月29日：初の野外コンサートツアー「史上最強の移動遊園地 ドリカムワンダーランド ’95」開催。
  - 8月28日：中村正人が手掛けた、TBS 系ドラマ『愛していると言ってくれ』のオリジナル・サウンドトラック『愛していると言ってくれ / オリジナル・サウンドトラック』リリース。
  - 10月30日：19thシングル『ROMANCE / 家へ帰ろ』リリース。TBS系ドラマ『長男の嫁2』主題歌＆挿入歌。
  - 11月24日：「UNFORGETTABLE展」“ドリカムワンダーランド ’95″の未公開写真、映像、ステージ衣装などを展示したを全国5ヵ所で開催。（〜1996年1月20日）
  - 12月1日：ライヴVHS/VIDEO『史上最強の移動遊園地 ドリカムワンダーランド ’95★50万人のドリームキャッチャー』発売。
  - 12月18日：吉田美和、初ソロ・アルバム『beauty and* harmony』リリース。
- 1996年（平成8年）
  - 4月1日：8thアルバム『LOVE UNLIMITED ∞』、中村正人が音楽監督を担当する映画『7月7日、晴れ』のサウンドトラック『7月7日、晴れ / サウンドトラック』同時発売。自身最高の初週売上129.4万枚を記録。チャートTOP10内に10週間ランクインし、5作連続でダブルミリオンを達成した（オリコン調べ）。
  - 6月24日：吉田美和と浦嶋りんこによる「FUNK THE PEANUTS」シングル『FUNK THE PEANUTS、2ndシングル「太陽にくちづけを！～あたしたち真夏のFUN・P～ / ドライヴ ドライヴ ウレシイナ！』リリース。「太陽にくちづけを！」はFUNK THE PEANUTSが出演したサントリースーパーホップスCMソング、「ドライヴ ドライヴ ウレシイナ！」はトヨタイプサムCMソングに起用
  - 10月14日：吉田美和、米国誌『TIME』の表紙を飾る。
  - 11月4日：吉田美和ソロライヴVHS/VIDEO『miwa yoshida concert tour beauty and* harmony』
  - 11月25日：20thシングル『そうだよ / 誘惑』リリース。

- 1997年（平成9年）
  - 1月22日：吉田美和と浦嶋りんこによる「FUNK THE PEANUTS」シングル『ハイッ！ハイッ！ハイッ！ハイッ！ / 雪よ！大地よ！ファンピーよ！！」』リリース。「ハイッ！ハイッ！ハイッ！ハイッ！」がサントリースーパーホップス、「雪よ！大地よ！ファンピーよ！！」がトヨタイプサムCMソングに起用される。
  - 5月21日：吉田美和と浦嶋りんこによる「FUNK THE PEANUTS」VIDEO『ハイッ！ハイッ！ハイッ！ハイッ！』発売。
  - 8月7日：Virgin Records Americaと契約。
  - 10月1日：非公式ベストアルバム『 BEST OF DREAMS COME TRUE』がオリジナルアルバム発売を1か月前に控えてエピック・ソニーから異例のリリース。※のちに廃盤
  - 10月22日：21stシングル『PEACE! / MARRY ME?』リリース。
  - 11月15日：9thアルバム『SING OR DIE』リリース。（リイシュー発売日：2014年7月15日）当日は神戸、翌11月16日は代々木でイベントを開催し、8万人を動員。さらに11月16日は、全国の街頭ビジョンを通して7万人がイベントの模様を楽しんだ。
- 1998年（平成10年）
  - 1月28日：22ndシングル『あはは』リリース。
  - 7月16日：ライヴVHS/VIDEO『CHILDREN OF THE SUN -LIVE! D.C.T.1998 SING OR DIE-』発売。アルバム『SING OR DIE -WORLDWIDE VERSION-』日本先行発売（1997年11月にリリースされた『SING OR DIE』を全曲英語ヴァージョンで再レコーディングしたもので、英語詩もすべて吉田美和本人が手がけている）同時発売。
  - 7月28日：アルバム『SING OR DIE -WORLDWIDE VERSION-』全米リリース。
  - 9月1日：「SONG OF JOY」（アルバム『SING OR DIE -WORLDWIDE VERSION-』収録）がJALラスベガス・キャンペーン・ソングに起用。
  - 11月26日：シングル『WINTER SONG』再販盤リリース。SONY MDウォークマンCMソングに起用。
- 1999年（平成11年）
  - 1月20日：23rdシングル『朝がまた来る』リリース。フジテレビ系ドラマ『救命病棟24時』主題歌＆挿入歌。劇中音楽も中村正人がプロデュース。
  - 2月24日：『THE VOICE OF FATE～救命病棟24時　オリジナル・ドラマ・トラックス～』リリース。
  - 3月31日：24thシングル『なんて恋したんだろ』リリース。森永アロエヨーグルトCMソング。
  - 4月15日：「史上最強の移動遊園地 DREAMS COME TRUE WONDERLAND 1999～春の夢～」開催。
  - 4月21日：10thアルバム『the Monster』リリース。（リイシュー発売日：2014年7月16日）
  - 6月23日：「史上最強の移動遊園地 DREAMS COME TRUE WONDERLAND 1999～夏の夢～」開催
  - 11月26日：吉田美和と浦嶋りんこにロビン・クラークを客演に加えた「FUNK THE PEANUTS rated R」によるシングル『you go girl!』リリース。
  - 11月27日：「史上最強の移動遊園地 DREAMS COME TRUE WONDERLAND 1999～冬の夢～」開催。
  - 12月24日：25thシングル『SNOW DANCE』リリース。DREAMS COME TRUE出演のDDIグループCMイメージソングに起用。
- 2000年（平成12年）
  - 2月14日：エピックから初の公式ベスト・アルバム『DREAMS COME TRUE GREATEST HITS "THE SOUL"』リリース。
  - 3月14日：ライヴVHS/VIDEO『史上最強の移動遊園地 DREAMS COME TRUE WONDERLAND 1999～夏の夢～』、『史上最強の移動遊園地 DREAMS COME TRUE WONDERLAND 1999～冬の夢～』同時発売。
  - 7月7日：シングル『わすれものばんちょう』リリース。NHK教育『それゆけこどもたい』オープニングテーマ。
  - 11月8日：アルバム『3VIEWS/3Views Producers』リリース。（村上秀一率いるPONTA BOX とSOLID BRASS のコラボレーション盤、吉田美和が参加）
  - 11月22日：４作品同時発売
    1. ライヴDVD『史上最強の移動遊園地 DREAMS COME TRUE WONDERLAND 1999～夏の夢～』
    2. ライヴDVD『史上最強の移動遊園地 DREAMS COME TRUE WONDERLAND 1999～冬の夢～』
    3. 26thシングル『24/7 -TWENTY FOUR / SEVEN-』
    4. 『「Wishing A Special Christmas To You」 / F.O.H featuring Miwa Yoshida』

  - 12月6日：DVD『24/7 ーthe movieー』、ライヴDVD『CHILDREN OF THE SUN -LIVE! D.C.T.1998 SING OR DIE-』発売。

### 2001年 - 2010年
- 2001年（平成13年）
  - 1月1日：シングル『I miss you ～時を越えて～ / MISIA+DCT』リリース。DREAMS COME TRUEがMISIAのシングルをプロデュース。
  - 1月31日：27thシングル『好きだけじゃだめなんだ』リリース。
  - 4月25日：シングル『ZERO LANDMINE / N.M.L.（NO MORE LANDMINE）』リリース。地雷ゼロキャンペーンのキャンペーンソング。
  - 4月26日：『THE MONSTER -universal mix-』台湾他アジア地区で日本に先駆けてリリース。
  - 5月9日：アルバム『THE MONSTER -universal mix-』リリース。
  - 6月6日：28thシングル『Go On, Baby! -universal mix-』リリース。コンフェデレーションズカップ2001/フジテレビ番組イメージソング。
  - 7月18日：29thシングル『いつのまに』リリース。フジテレビ系『救命病棟24時』の第2弾の主題歌。
  - 10月31日：アルバム『アトランティス / 失われた帝国～オリジナル・サウンドトラック』リリース。ウォルト・ディズニーが生誕100 周年を迎えた2001 年に公開されたディズニー製作のアニメーション映画『アトランティス/ 失われた帝国』日本語版主題歌(M19. crystal vine のみDREAMS COME TRUE)
  - 11月7日：アルバム『UPU「本家のヨメ」オリジナル・ドラマ・トラックス / CALLING OF A MIRACLE』リリース。中村正人が手掛けた、日本テレビ系ドラマ『本家のヨメ』の主題歌（M8.「あなたにサラダ」とM13.「MARRY ME?」が主演ビビアン・スー（LIL'VIV）によるカバー）
  - 12月5日：11thアルバム『monkey girl odyssey』（リイシュー発売日：2014年7月16日）、VHS/VIDEO盤とDVD盤『DCT CLIPS V1』同時発売。
  - 12月8日：「アトランティス / 失われた帝国」公開。日本語吹き替え版で、吉田美和が“オードリー”の声を担当。
- 2002年（平成14年）
  - 3月21日：西川隆宏の脱退を発表[18]。
  - 3月29日：アルバム『SING OR DIE 2002:monkey girl odyssey tour special edition』、『the Monster 2002:monkey girl odyssey tour special edition』同時リリース。
  - 9月19日：30thシングル『IT’S ALL ABOUT LOVE』リリース。爽健美茶＋DREAMS COME TRUEコラボレーションソング 。Virgin Recordsを離れ、レコードレーベル「DCTrecords」を立ち上げる。
  - 11月15日：名古屋「DREAMS COME TRUE WINTER FANTASIA」開催。（〜2003年1月6日）
  - 12月14日：原宿「DREAMS COME TRUE WINTER FANTASIA」開催。（〜2003年1月3日）
  - 12月20日：福岡「DREAMS COME TRUE WINTER FANTASIA in GAYA」開催。（〜2003年1月15日）

- 2003年（平成15年）
  - 5月6日：吉田美和、ソロシングル『涙の万華鏡 -m.yo mix-』ソロアルバム『beauty and harmony 2（デジパック盤）』同時発売。
  - 7月19日：「史上最強の移動遊園地　DREAMS COME TRUE WONDERLAND 2003」開催。
  - 11月19日：ライヴDVD『史上最強の移動遊園地 ドリカムワンダーランド ’91』、『史上最強の移動遊園地 ドリカムワンダーランド ’95★50万人のドリームキャッチャー』、『WINTER SONG』、吉田美和ソロライヴDVD『miwa yoshida concert tour beauty and* harmony』同時発売。
  - 12月17日：デビュー15周年記念コレクションアルバム第1弾『DREAMAGE-DREAMS COME TRUE “LOVE BALLAD COLLECTION”』、ライヴDVD『史上最強の移動遊園地 DREAMS COME TRUE WONDERLAND 2003』同時発売。
- 2004年（平成16年）
  - 1月9日：デビュー15周年記念コレクションアルバム第2弾『DREAMANIA DREAMS COME TRUE 〜SMOOTH GROOVE COLLECTION〜』リリース。
  - 2月18日：31stシングル『やさしいキスをして』リリース。TBS系日曜劇場『砂の器』主題歌。
  - 3月3日：アルバム『LOVE OVERFLOWS -ASIAN EDITION-』リリース。
  - 4月21日：32ndシングル『マスカラまつげ / はじまりの la』リリース。「M1.マスカラまつげ」はニベア花王「ニベアボディ薬用ホワイトニングUV」CMソング、「M2.はじまりの la」はロッテガーナミルクチョコレートCMイメージソング。
  - 6月16日：33rdシングル『OLÁ! VITÓRIA!』リリース。TBSヨーロッパサッカー2004テーマソング。
  - 9月1日：吉田美和がLOTTE「Ghana」CMに出演。
  - 11月3日：34thシングル『ラヴレター』リリース。「M1.ラヴレター」は吉田美和・中村正人主演映画『アマレット』主題歌、「M2.未来を旅するハーモニー ～DCT VERSION～」は2004年「NHK全国学校音楽コンクール」小学校の部課題曲。
  - 12月8日：12thアルバム『DIAMOND15』リリース。
  - 12月25日：映画『アマレット』公開。

- 2005年（平成17年）
  - 2月16日：35thシングル『何度でも』リリース。フジテレビ系『救命病棟24時』主題歌／住友生命ブランドパートナー新TVCMソング
  - 2月23日：ライヴDVD『DCT-TV スペシャル DREAMS COME TRUE WONDERLAND 2003 DOCUMENTARY』発売。
  - 5月31日：「吉田美和が欲しいもの」を実現するブランド「what mee mee wants」オープン。
  - 7月27日：ライヴDVD『DREAMS COME TRUE CONCERT TOUR 2005 DIAMOND15』発売。
  - 9月1日：吉田美和がロッテガーナミルクチョコレート CMに出演。
  - 11月30日：36thシングル『JET!!! / SUNSHINE』（「M1.JET!!!」はロッテガーナミルクチョコレートCMソング、「M2.SUNSHINE」は『めざましテレビ』テーマソング）リリース。映画『amorétto』DVD発売。
  - 10月2日：吉田の故郷北海道中川郡池田町に「DCTgarden IKEDA」オープン[19][20]。

- 2006年（平成18年）
  - 2月22日：13thアルバム『THE LOVE ROCKS』リリース。（「M2. PROUD OF YOU」はアサヒスーパードライ「2006 WORLD BASEBALL CLASSIC TM」日本代表応援CMソング、「M4. めまい」はテレビ朝日ドラマスペシャル『愛と死をみつめて』テーマ曲 。）
  - 11月29日：37thシングル『もしも雪なら / 今日だけは』リリース。（「M2.今日だけは」はロッテガーナミルクチョコレートCMソング、「M3.SWEET SWEET SWEET – 06 AKON MIX –」は『ソニック・ザ・ヘッジホッグ』タイアップソング。ライヴDVD『DREAMS COME TRUE CONCERT TOUR 2006 THE LOVE ROCKS』発売。
- 2007年（平成19年）
  - 3月7日：38thシングル『大阪LOVER』リリース。ユニバ－サル・スタジオ・ジャパン「ハリウッド・ドリーム・ザ・ライド」タイアップソング。
  - 6月13日：39thシングル『きみにしか聞こえない』リリース。（「M1.きみにしか聞こえない」は映画『きみにしか聞こえない』主題歌、「M2. サヨナラ59ers!（フィフティーナイナーズ）」は花王AUBE CMソング）。アルバム『映画「きみにしか聞こえない」サウンドトラック / 大谷幸』リリース。中村正人と大谷幸によるサントラ。
  - 8月4日：『史上最強の移動遊園地 DREAMS COME TRUE WONDERLAND 2007』開催
  - 10月3日：40thシングル『ア・イ・シ・テ・ルのサイン　～わたしたちの未来予想図～』リリース。映画『未来予想図 ～ア・イ・シ・テ・ルのサイン～』主題歌、花王AUBE TVテーマソング。
  - 10月6日：「未来予想図」、「未来予想図II」の世界観を映画化した『未来予想図 〜ア・イ・シ・テ・ルのサイン〜』公開。
  - 12月7日：映画『きみにしか聞こえない』DVD発売。
  - 12月12日：14thアルバム『AND I LOVE YOU』リリース。（「M7. NOCTURNE 001」はアサヒビール＆カゴメ共同開発商品［アサヒ トマーテ］CMソング。
- 2008年（平成20年）
  - 2月27日：41stシングル『またね featuring ルフィ,ゾロ,ナミ,ウソップ,サンジ,チョッパー,ロビン, フランキー,ヒルルク,くれは』リリース。（「M1.またね」は映画『ONE PIECE エピソード オブ チョッパー プラス 冬に咲く、奇跡の桜』主題歌「M3.CARNAVAL　～すべての戦う人たちへ～ -SINGLE VERSION-」は2010年ゆめ半島千葉国体・ゆめ半島千葉大会 イメージソング）。ライヴDVD『史上最強の移動遊園地 DREAMS COME TRUE WONDERLAND 2007』発売。
  - 4月4日：映画『未来予想図～ア・イ・シ・テ・ルのサイン～』DVD発売。
  - 6月25日：42ndシングル『MERRY-LIFE-GOES-ROUND / TRUE, BABY TRUE.』リリース。（「M1.MERRY-LIFE-GOES-ROUND」は花王AUBE CMソング、「M2.TRUE, BABY TRUE.」アサヒビール＆カゴメ共同開発商品［アサヒ ベジッシュ］CMソング。
  - 11月2日：43rdシングル『連れてって　連れてって』リリース。（「M1.連れてって　連れてって」はダンロップ新スタッドレス「DSX-2」CMソング、「M2.ALMOST HOME」は吉田美和出演　明治乳業 「明治北海道十勝チーズ」CMソング、「M3.MIDDLE OF NOWHERE」パナソニック ソング。
  - 11月12日：アルバム『DREAMS COME TRUE MUSIC BOX Vol.1 – WINTER FANTASIA -』リリース。初のオルゴールサウンド・コンピレーション・アルバム。

- 2009年（平成21年）
  - 2月25日：44thシングル『GOOD BYE MY SCHOOL DAYS』リリース。NHKフレッシャーズキャンペーンソング。オルゴールアルバム『DREAMS COME TRUE MUSIC BOX Vol.2 – SPRING RAIN-』同時発売。
  - 3月21日：15thアルバム『DO YOU DREAMS COME TRUE?』、オルゴールアルバム『DREAMS COME TRUE MUSIC BOX Vol.3 – EARLY SUMMER -』同時発売。
  - 7月8日：オルゴールアルバム『DREAMS COME TRUE MUSIC BOX Vol.4 – SUMMER BREEZE -』リリース。
  - 9月9日：45thシングル『その先へ　feat. FUZZY CONTROL』リリース。フジテレビ系『救命病棟24時』主題歌。
  - 10月1日：ライヴDVD/Blu-ray『20th Anniversary DREAMS COME TRUE CONCERT TOUR 2009 “ドリしてます？”』、オルゴールアルバム『DREAMS COME TRUE MUSIC BOX Vol.5 – AUTUMN LEAVES -』同時発売。
  - 11月18日：吉田美和、ソロアルバム『beauty and harmony 2』再発盤リリース。
  - 12月9日：ライヴDVD/Blu-ray『みんなでドリする？DO YOU DREAMS COME TRUE? SPECIAL LIVE!』発売。
  - 12月31日：『第60回NHK紅白歌合戦』の紅組トリを務める。（この年の瞬間最高視聴率50.1％をマーク。）
- 2010年（平成22年）
  - 1月29日：『GODSPEED!』先行配信。アサヒビール バンクーバーオリンピック日本代表応援CMソング/テレビ朝日系「アサヒビール Presents 夢追うチカラ − JAPAN DREAM −」テーマソング。
  - 5月26日：オルゴールアルバム『DREAMS COME TRUE MUSIC BOX Vol.6 – MARRY ME? -』リリース。
  - 6月30日：46thシングル『ねぇ』リリース。映画『FLOWERS』主題歌/ 資生堂「TSUBAKI」夏のキャンペーンTVCMソング。
  - 7月7日：47thシングル『生きてゆくのです♡』リリース。POCARI SWEAT 30th タイアップソング。
  - 10月27日：48thシングル『LIES, LIES.』リリース。テレビ朝日系 木曜ドラマ『ナサケの女～国税局査察官～』主題歌。
  - 11月30日：16thアルバム『LOVE CENTRAL』リリース。

### 2011年 - 2020年
- 2011年（平成23年）
  - 4月27日：ライヴBlu-ray『史上最強の移動遊園地 DREAMS COME TRUE WONDERLAND 2007』発売。
  - 6月29日：ライヴDVD/Blu-ray『THE LIVE!!! 2010 ～ ドリ×ポカリと生ラブセン ～』、東日本大震災復興支援ベスト・アルバム『THE SOUL FOR THE PEOPLE 〜東日本大震災支援ベストアルバム〜』同時発売。アーティスト収益は、すべて日本赤十字社に全額寄付された[21]。
  - 7月24日：「史上最強の移動遊園地 DREAMS COME TRUE WONDERLAND 2011」開催。
  - 10月19日：中村正人が手掛けた、セガ「ソニック・ザ・ヘッジホッグ1&2」のゲームミュージック・サウンドトラック『ソニック・ザ・ヘッジホッグ 1&2 サウンドトラック』リリース。
  - 11月29日：ユニバーサルミュージック系列内のUNIVERSAL SIGMAへ移籍[22]。
  - 12月22日：ソニーマガジンズ『史上最強の移動遊園地 DREAMS COME TRUE WONDERLAND 2011』オフィシャルフォトブック発売。
- 2012年（平成24年）
  - 1月25日：シングル『愛がたどりつく場所』配信。「ミスタードーナツ」新ドーナツソング。
  - 3月21日：ライヴDVD/Blu-ray『史上最強の移動遊園地 DREAMS COME TRUE WONDERLAND 2011』
  - 5月16日：49thシングル『MY TIME TO SHINE』リリース。ファンケル 無添加スキンケアCMソング、CBC/TBS系全国ネット『アシタスイッチ～MY TIME TO SHINE～　テーマソング。（「M3. 想像を超える明日へ」はトヨタ エスティマハイブリッド X DREAMS COME TRUE プロジェクトソング）。
  - 6月20日：ライヴBlu-ray『V.A./みんなでドリする？DO YOU DREAMS COME TRUE？ SPECIAL LIVE!』リリース
  - 11月6日：「MY TIME TO SHINE」がテレビ東京系『DANCE@TV』の11月度オープニングテーマが決定。
  - 11月12日：『愛して笑ってうれしくて涙して』配信。全国東宝系映画『綱引いちゃった！』主題歌。
- 2013年（平成25年）
  - 2月6日：シングル『MADE OF GOLD ―featuring DABADA―』配信。ネスカフェ® ゴールドブレンド® タイアップソング
  - 6月19日：ライヴDVD/Blu-ray『DREAMS COME TRUE 裏ドリワンダーランド 2012/2013』
  - 7月10日：50thシングル『さぁ鐘を鳴らせ / MADE OF GOLD　ーfeaturing DABADAー』（「M1.さぁ鐘を鳴らせ」はフジテレビ系『救命病棟24時』主題歌/「2015北海道マラソン」オフィシャルソング、「M2.MADE OF GOLD ーfeaturing DABADAー」はネスカフェ® ゴールドブレンド® タイアップソング。
  - 12月11日：51stシングル『この街で』リリース。AEON SPECIAL 10 WEEKS ! コラボレーションソング
  - 12月15日：カトープレジャーグループとDREAMS COME TRUEがコラボレーションした商業施設「中之島 LOVE CENTRAL」オープン[23]。
- 2014年（平成26年）
  - 3月21日：デビュー25周年を迎えた。
  - 3月26日：52ndシングル『AGAIN』リリース。日本テレビ系『NEWS ZERO』テーマソング、リリース直前の1月1日から翌3月31日まで使用された。デビュー25周年を記念したトリビュート・アルバム『私とドリカム -DREAMS COME TRUE 25th ANNIVERSARY BEST COVERS-』リリース[14]。（M18.「HAPPY HAPPY BIRTHDAY - 25th Anniv.Mix -」はAEON 40th Anniversary Song。
  - 8月11日：東京スカイツリー特別ライティング「TOKYO SKYTREE® & DREAMS COME TRUE」スペシャルイベント開催。（〜8月17日）
  - 8月20日：17thアルバム『ATTACK25』リリース。前作から約4年振りとなるオリジナル・フルアルバム
  - 10月22日：DREAMS COME TRUE デビュー25周年記念 単行本『吉田美和歌詩集 LOVE』『吉田美和歌詩集 LIFE』書店版2冊同時発売。
- 2015年（平成27年）
  - 2月1日：SSTV『MUSIC VIDEO AWARDS』で「AGAIN」MUSIC VIDEOがBEST VIDEO賞を受賞。
  - 4月1日：トリビュート・アルバム第2弾『私とドリカム2 -ドリカムワンダーランド2015 開催記念 BEST COVERS-』リリース[15]。
  - 4月8日：シングル『九州をどこまでも』配信。JR九州「ドリカム新幹線」キャンペーンソング
  - 5月27日：シングル『愛しのライリー』配信。ディズニー/ピクサー映画 『インサイド・ヘッド』オリジナル書き下ろし主題歌。
  - 6月12日：「愛がたどりつく場所」が「WE LOVE HOKKAIDO シリーズ 2015」 （※北海道日本ハムファイターズ スペシャルコラボレーション）のテーマソングに起用。
  - 7月7日：初のコンプリート・ベスト・アルバム『DREAMS  COME TRUE THE BEST! 私のドリカム』[24]、ライヴDVD/Blu-ray『25th Anniversary DREAMS COME TRUE CONCERT TOUR 2014 ATTACK25』[25] リリース。
  - 7月15日：『インサイド・ヘッド・オリジナル・サウンドトラック』リリース。日本版オリジナル主題歌「愛しのライリー」収録。
  - 11月20日：DREAMS COME TRUE デビュー25周年記念 単行本『吉田美和歌詩集 TEARS』発売。
  - 11月28日：「史上最強の移動遊園地 DREAMS COME TRUE WONDERLAND 2015」開催。
- 2016年（平成28年）
  - 2月19日：「WINTER SONG ～DANCING SNOWFLAKES VERSION～」が 2017冬季アジア札幌大会イメージソングに決定（〜2月26日）。
  - 2月28日：「SPACE SHOWER MUSIC AWARDS」で「ARTIST OF THE YEAR（もっとも優れたアーティストに授与される賞）」と「BEST POP ARTIST（もっとも優れたポップアーティストに授与される賞）」を受賞[26]。
  - 5月2日：シングル『あなたのように』配信。かんぽ生命 キャンペーンソング。
  - 7月5日：日本記念日協会により7月7日が「ドリカムの日」に認定される[27]。
  - 7月7日：前ベストと対する裏ベストアルバム『DREAMS COME TRUE THE ウラBEST! 私だけのドリカム』[28]、ライヴDVD/Blu-ray『史上最強の移動遊園地 DREAMS COME TRUE WONDERLAND 2015 ワンダーランド王国と3つの団』[29] リリース。
  - 9月7日：アルバム『ザ・ピーナッツ トリビュート・ソングス』発売（吉田美和と浦嶋りんこによる「FUNK THE PEANUTS」は「M1.恋のバカンス」で参加）。
  - 12月15日：中村正人によるInstagramとLINE BLOGがスタート。
- 2017年（平成29年）
  - 3月21日：シングル『KNOCKKNOCK！』配信。花王「ソフィーナ プリマヴィスタ」CMソング
  - 6月26日：シングル『あなたと同じ空の下 - SINGLE VERSION -』配信。ユニバーサル・スタジオ・ジャパン 「ドリーム・プロジェクト 2017」テーマソング。
  - 7月7日：リスペクト・カバー企画アルバム『The best covers of DREAMS COME TRUE ドリウタVol.1』[30]、ライヴDVD/Blu-ray『DREAMS COME TRUE 裏ドリワンダーランド 2016』[31] リリース。
  - 7月10日：DREAMS COME TRUE出演「ENEOS Tokyo 2020」TVCMスタート。
  - 7月25日：シングル『その日は必ず来る - SINGLE VERSION -』配信。ENEOSエネルギーソング。
  - 10月10日：18thアルバム『THE DREAM QUEST』リリース[32]。前作から約3年振りとなるオリジナル・フルアルバム。
- 2018年（平成30年）
  - 4月1日：ラジオレギュラー番組『ENEOS presents DREAMS COME TRUE 中村正人のENERGY for ALL』放送スタート。
  - 7月7日：ライヴDVD/Blu-ray『DREAMS COME TRUE CONCERT TOUR 2017/2018 THE DREAM QUEST』[33] リリース。
  - 11月14日：53rdシングル『あなたとトゥラッタッタ♪ / THE WAY I DREAM』リリース。（「M1.あなたとトゥラッタッタ♪」　はNHK連続テレビ小説『まんぷく』主題歌、「M2.THE WAY I DREAM」はMTG×DREAMS COME TRUEコラボレーションソング。
  - 12月15日：シングル『go for it! ～ VERSION’18 ～』配信。SUBARU NEWインプレッサCMソング
- 2019年（平成31年・令和元年）
  - 1月17日：中村正人が＂ワーカー＂をテーマにプロデュースする 『MSTオーダーユニフォームカンパニー』誕生。
  - 2月1日：DREAMS COME TRUEが出演するCM「ENEOSエネルギーソングライブ編」オンエア。
  - 6月19日：ライヴDVD/Blu-ray『ENEOS×DREAMS COME TRUE ドリカム30周年前夜祭 〜ENERGY for ALL〜』発売。
  - 7月5日：「ドリカムディスコ全国拡散～30th ANNIVERSARY PARTY～」開催。
  - 7月7日：吉田美和と浦嶋りんこによる「FUNK THE PEANUTS」シングル『SPOIL！』リリース。
  - 7月14日：『史上最強の移動遊園地 DREAMS COME TRUE WONDERLAND 2019』開催。
  - 12月21日：新しい国立競技場をお披露目する「国立競技場オープニングイベント 〜HELLO,OUR STADIUM~」音楽コンテンツで出演。
- 2020年（令和2年）
  - 1月24日：写真集『ONE DAY』発売。
  - 2月19日：シングル『G』配信。劇場版『Gのレコンギスタ』テーマソング。
  - 3月18日：ライヴDVD/Blu-ray『史上最強の移動遊園地 DREAMS COME TRUE WONDERLAND 2019』
  - 7月1日：54thシングル『YES AND NO / G』リリース。（「1.YES AND NO」は木曜劇場『アンサング・シンデレラ 病院薬剤師の処方箋』の主題歌、「M3.G」は劇場版『Gのレコンギスタ』テーマソング。
  - 7月7日：吉田美和、ソロライヴDVD『DREAMS COME TRUE DCT-TV special WINTER FANTASIA 2009 DCTgarden “THE LIVE!!!” x miwa yoshida “とつぜんのちっちゃい” tour of beauty & harmony 2』発売。
  - 10月14日：アルバム『DOSCO prime』リリース。

### 2021年 -
- 2021年（令和3年）
  - 2月22日：DREAMS COME TRUE 中村正人がコンセプター/発案者として猫専用ユニットバス「ネコレット」制作参加。
  - 5月17日：DREAMS COME TRUE出演 伊藤園「お～いお茶」WEB CM公開。
  - 7月7日：シングル『次のせ〜の！で – ON THE GREEN HILL – DCT VERSION』配信。（伊藤園「お～いお茶」タイアップソング）、ライヴDVD/Blu-ray『DREAMS COME TRUE / WINTER FANTASIA 2020 – DOSCO prime PARTY !!! -』リリース。
  - 9月16日：シングル『次のせ〜の！で　– ON THE GREEN HILL ₋ MASADO & MIWASCO VERSION』配信。ゲームソフト『ソニック・ザ・ヘッジホッグ』の⼈気キャラクターである “ソニック” が初コラボレーション。
  - 9月22日：55thシングル『次のせ～の！で - ON THE GREEN HILL -』リリース。
  - 10月1日：沖縄アリーナのアンバサダーに、DREAMS COME TRUE 中村正人就任。
- 2022年（令和4年）
  - 1月17日：北海道池田町がワイン醸造用ブドウとして開発し、吉田美和が命名した 「未来（ミライ）」「銀河（ギンガ）」の2品種が、農林水産省に登録。
  - 4月4日：シングル『羽を持つ恋人 – On Air Version -』配信。昆虫アニメ『インセクトランド』主題歌。
  - 4月7日：シングル『UP ON THE GREEN HILL from Sonic the Hedgehog Green Hill Zone – MASADO and MIWASCO Version -』配信。映画『ソニック・ザ・ムービー/ソニック VS ナックルズ』日本版主題歌。
  - 7月7日：ライヴDVD/Blu-ray『DREAMS COME TRUE ACOUSTIC風味LIVE 総仕上げの夕べ 2021/2022 〜仕上がりがよろしいようで〜』、56thシングル『羽を持つ恋人（CDシングル・プレイブック仕様）』発売。
  - 7月23日：『ドリカムディスコ2022 -Road to DWL2023-』開催。
  - 8月17日：57thシングル『UP ON THE GREEN HILL from Sonic the Hedgehog Green Hill Zone（CDシングル・ボードゲーム仕様）』リリース。
  - 10月25日：「気持ちいいパンツ（中村正人×WACOAL MEN）」[34]発売。DCTgarden SHOPPING MALLよりWACOAL MEN[35]と中村正人とのコラボレーション商品
  - 12月1日：「DREAMS COME TRUE MUSIC BOX Vol.6.5 – GREEN HILL -」配信リリース。
  - 12月7日：58thシングル『スピリラ』、DVD/Blu-ray『DREAMS COME TRUE beauty and harmony LIVE in LOVE SUPREME JAZZ FESTIVAL JAPAN 2022』同時発売。
- 2023年（令和5年）
  - 1月7日：「スピリラ×YKBX展」開催。（〜2023年1月15日）
  - 3月5日：SKY-HI × 日本テレビによる新たな大型プロジェクト「D.U.N.K. Showcase」に出演
  - 5月6日：ライヴDVD/Blu-ray『STAR CHANNEL presents DREAMS COME TRUE　5つの歌詩（うた）』リリース。
  - 7月1日：札幌ドームより、4年に一度のベストヒットライブツアー『史上最強の移動遊園地 DREAMS COME TRUE WONDERLAND 2023』を開催。
- 2024年（令和6年）
  - 1月31日：ライヴDVD/Blu-ray『史上最強の移動遊園地 DREAMS COME TRUE WONDERLAND 2023』とライヴ写真集『ALL ABOUT 2023 史上最強の移動遊園地 DREAMS COME TRUE WONDERLAND』同時発売。「THIS IS IT! YOU’RE THE ONE! I KNEW IT! うれしい！たのしい！大好き！〜ODYSSEY Version〜」配信リリース。
  - 2月11日：「DOSCO WORKSHOP2024」開催。
  - 3月20日：大阪・なんばHatchで「DREAMS COME TRUE 35周年 前夜祭 ドリカムディスコ2024」開催
  - 3月21日：シングル『Kaiju』配信リリース。　映画『カミノフデ 〜怪獣たちのいる島〜』主題歌。ファンクラブ会員限定イベント『DREAMS COME TRUE 35th Anniversary POWER PLANT会員限定 生配信PARTY』開催。
  - 3月31日：『史上最強の移動遊園地 DREAMS COME TRUE WONDERLAND 2023』 Blu-ray / DVD / 写真集同時発売記念 中村正人インストアイベントを全国5大都市で開催。
  - 4月20日：マリンメッセ福岡B館で行われたEnjoy Honda 2024に「ドリカムディスコ2024」出演　(4月20日・21日)
  - 5月18日：モビリティーリゾートもてぎで行われたEnjoy Honda 2024に「ドリカムディスコ2024」出演　(5月18日・19日)
  - 5月25日：「DREAMS COME TRUE 35周年ドリカムディスコ2024 in TOKYO」開催。
  - 6月8日：日比谷音楽祭2024に「ドリカムディスコ2024」出演　(6月8日・9日)
  - 6月11日：DREAMS COME TRUE VINEYARD 15周年を迎えた。
  - 7月6日：「池田ワイン城50周年感謝祭 × DREAMS COME TRUE 35周年 ドリカムの日 - 前夜祭 -」開催。
  - 7月7日：「池田ワイン城50周年感謝祭 × DREAMS COME TRUE 35周年 ドリカムとドリカムの日」開催。「ドリカム花火2024 in万博公園」開催。
  - 9月22日：「DREAMS COME TRUE 35th Anniversary ウラワン 2024/2025」さいたまスーパーアリーナを皮切りに、2025年3月23日(日) 沖縄アリーナ公演まで、全国で30公演開催
  - 10月23日：サントリーウエルネス トゥルーウエルネスプロジェクト公式ソング 「何度でも - True Wellness Project Version for Comado - 」配信リリース
  - 11月29日：書籍『DREAMS COME TRUE COSTUME BOOK -ドリカムとKEITAMARUYAMAが辿るステージ衣装の軌跡』発売
  - 12月1日：『DREAMS COME TRUE WINTER FANTASIA 2024』各地で様々なコラボレーション企画を開催
  - 12月4日：KEITA MARUYAMA 30周年 × DREAMS COME TRUE35周年 記念祝祭「大衣装展覧会」-大阪LOVER- 開催。(〜12月16日)
- 2025年（令和7年）
  - 1月29日：シングル『ここからだ！』配信リリース。2025年3月16日 開催「大阪・関西万博開催記念 ACN EXPO EKIDEN 2025」、「アスミライ ABC EXPO プロジェクト」のテーマソング
  - 3月12日：DREAMS COME TRUE 35th Anniversary Single「ここからだ！」リリース
  - 4月4日：『渋⾕ ドリカム シアター supported by Page30 オープンイベント ドリカムワンダーランド大衣装展」を二子玉川で開催。(〜4月6日)
  - 4月11日：中村正人が、エグゼクティブプロデューサー、音楽監督を務める映画『Page30』公開。同日にオリジナル・サウンドトラックも発売。「終わりの歌 - Page30 -」は吉田美和が作詩。映画「Page30」メイン上映館となり、渋谷にカルチャーの新たな発信基地となるテントシアター「渋谷 ドリカム シアター」も同日にオープン。『渋谷 ドリカム シアター supported by Page30 オープン記念イベントドリカムディスコ プレミアム』 開催

## 作品
スタジオ・アルバム
1. DREAMS COME TRUE（1989年）
2. LOVE GOES ON…（1989年）
3. WONDER 3（1990年）
4. MILLION KISSES（1991年）
5. The Swinging Star（1992年）
6. MAGIC（1993年）
7. DELICIOUS（1995年）
8. LOVE UNLIMITED∞（1996年）
9. SING OR DIE（1997年）
10. the Monster（1999年）
11. monkey girl odyssey（2001年）
12. DIAMOND15（2004年）
13. THE LOVE ROCKS（2006年）
14. AND I LOVE YOU（2007年）
15. DO YOU DREAMS COME TRUE?（2009年）
16. LOVE CENTRAL（2010年）
17. ATTACK25（2014年）
18. THE DREAM QUEST（2017年）

シングル
1. あなたに会いたくて（1989年）
2. APPROACH（1989年）
3. うれしはずかし朝帰り（1989年）
4. LAT.43°N〜forty-three degrees north latitude〜（1989年）
5. 笑顔の行方（1990年）
6. Ring! Ring! Ring!（1990年）
7. さよならを待ってる（1990年）
8. 雪のクリスマス（1990年）
9. Eyes to me/彼は友達（1991年）
10. 忘れないで（1991年）
11. 決戦は金曜日/太陽が見てる（1992年）
12. 晴れたらいいね（1992年）
13. go for it!/雨の終わる場所（1993年）
14. WINTER SONG（1994/1998年）
15. WHEREVER YOU ARE（1994年）
16. すき/きづいてよ（1994年）
17. サンキュ.（1995年）
18. LOVE LOVE LOVE/嵐が来る（1995年）
19. ROMANCE/家へ帰ろ（1995年）
20. そうだよ/誘惑（1996年）
21. PEACE!/MARRY ME?（1997年）
22. あはは（1998年）
23. 朝がまた来る（1999年）
24. なんて恋したんだろ（1999年）
25. SNOW DANCE（1999年）
26. 24/7 -TWENTY FOUR/SEVEN-（2000年）
27. 好きだけじゃだめなんだ（2001年）
28. Go On, Baby! -universal mix-（2001年）
29. いつのまに（2001年）
30. IT'S ALL ABOUT LOVE（2002年）
31. やさしいキスをして（2004年）
32. マスカラまつげ/はじまりのla（2004年）
33. OLA! VITORIA!（2004年）
34. ラヴレター（2004年）
35. 何度でも（2005年）
36. JET!!!/SUNSHINE（2005年）
37. もしも雪なら/今日だけは（2006年）
38. 大阪LOVER（2007年）
39. きみにしか聞こえない（2007年）
40. ア・イ・シ・テ・ルのサイン 〜わたしたちの未来予想図〜（2007年）
41. またね（2008年）
42. MERRY-LIFE-GOES-ROUND/TRUE, BABY TRUE.（2008年）
43. 連れてって 連れてって（2008年）
44. GOOD BYE MY SCHOOL DAYS（2009年）
45. その先へ（2009年）
46. ねぇ（2010年）
47. 生きてゆくのです♡（2010年）
48. LIES, LIES.（2010年）
49. MY TIME TO SHINE（2012年）
50. さぁ鐘を鳴らせ/MADE OF GOLD -featuring DABADA-（2013年）
51. この街で（2013年）
52. AGAIN（2014年）
53. あなたとトゥラッタッタ♪/THE WAY I DREAM（2018年）
54. YES AND NO/G（2020年）
55. 次のせ〜の!で -ON THE GREEN HILL-（2021年）
56. 羽を持つ恋人（2022年）
57. UP ON THE GREEN HILL from Sonic the Hedgehog Green Hill Zone（2022年）
58. スピリラ（2022年）
59. ここからだ!（2025年）

## ゲーム関連
- Dancing Stage featuring DREAMS COME TRUE（コナミ）
  - Dance Dance Revolution（DDR）シリーズの邦楽バージョン「Dancing Stage」の2作目として製作された（吉田美和曰く「ドリドリダンスレボリューション」）。アーケード版が1999年12月25日から稼動開始された。正式発売に先立ち、「ドリカムワンダーランド'99 冬の夢」の会場でロケテストが行われ、来場した人は無料でプレイすることができた。またコンサート本編でも「go on, baby!」の曲中で舞台上のビジョンにDDR風の画面が登場し、舞台上のメンバーはもちろん観客を含む全員で画面に合わせてステップを踏むという演出があった。
  - 2000年4月20日にはプレイステーション版が発売された。こちらはベスト・アルバム『DREAMS COME TRUE GREATEST HITS "THE SOUL"』とコラボレーションしており、アルバムのCDがゲーム機に挿入すると追加曲をプレイすることができるアペンドディスクになっている。
- beatmania featuring DREAMS COME TRUE（コナミ）
  - beatmaniaシリーズの作品。アーケード版・プレイステーション版ともに2000年5月31日より稼動開始・発売された。

## コンピレーション・アルバム
太字はドリカム本体側のCDに未収録
| リリース日         | アルバム                                                 | 収録曲                                                                                               |
| ------------------ | -------------------------------------------------------- | --- |
| 1989/04/21         | BEAT EXPRESS Vol.4                                       | 「あなたに会いたくて」                                                                               |
| 1989/08/21         | BEAT EXPRESS Elegance                                    | 「APPROACH」                                                                                         |
| 1990/01/01         | BEAT EXPRESS Elegance II                                 | 「LAT.43°N ～forty－three degrees north latitude～」                                                 |
| 1990/08/01         | BEAT EXPRESS Vol.6                                       | 「笑顔の行方」                                                                                       |
| 1991/02/01         | BEAT EXPRESS Vol.7                                       | 「さよならを待ってる」                                                                               |
| 1991/03/21         | BEAT EXPRESS ORIGINAL KARAOKE VOX for WOMEN              | 「笑顔の行方」「笑顔の行方(カラオケ)」                                                               |
| 1991/03/21         | BEAT EXPRESS ballad 150min                               | 「未来予想図II」                                                                                     |
| 1991/07/25         | BEAT EXPRESS Vol.8                                       | 「KUWABARA KUWABARA」                                                                                |
| 1991/11/15         | BEAT EXPRESS X'mas eve                                   | 「サンタと天使が笑う夜」                                                                             |
| 2002/11/20         | EPIC 25 1986〜1990                                       | 「うれしはずかし朝帰り」                                                                             |
| 2002/12/28         | WOW! ムービー 〜スーパースター・ヒッツ                   | 「crystal vine」                                                                                     |
| 2003/08/27         | 音椿 〜 the greatest hits of SHISEIDO 〜 紅盤            | 「go for it!」                                                                                       |
| 2004/03/31         | WOW! ディズニーマニア・ジャパン                          | 「crystal vine」                                                                                     |
| 2004/11/10         | Wonderful Christmas                                      | 「WINTER SONG」                                                                                      |
| 2005/09/30         | HAPPY BIRTHDAY,JOHN                                      | 「BEAUTIFUL BOY(Darling Boy)」(「あはは」に収録されているものとは異なる再レコーディングバージョン。) |
| 2007/03/21         | sakura songs                                             | 「めまい」                                                                                           |
| 2007/08/22         | CLIMAX 〜DRAMATIC SONGS                                  | 「LOVE LOVE LOVE」                                                                                   |
| 2008/02/20         | シュウカツ!!                                             | 「何度でも」                                                                                         |
| 2008/07/02         | 恋のうた                                                 | 「何度でも」                                                                                         |
| 2008/10/29         | .LOVE                                                    | 「LOVE LOVE LOVE -ENGLISH VERSION-」                                                                 |
| 2009/02/18         | J-ポッパー伝説2 [DJ和 in WHAT's IN? 20th MIX]            | 「うれしい! たのしい! 大好き! （'EVERLASTING' VERSION）」                                            |
| 2009/03/04         | i 〜ずっと、ずっと、愛してる〜                           | 「やさしいキスをして」                                                                               |
| 2009/06/10         | 恋のうた2                                                | 「大阪LOVER」                                                                                        |
| 2009/10/07         | きみのミカタ                                             | 「きみにしか聞こえない」                                                                             |
| 2009/11/04         | .LOVE more                                               | 「未来予想図II 〜VERSION'07〜」                                                                      |
| 2009/12/23         | CDTV NO.1HITS 〜コイウタ〜                               | 「LOVE LOVE LOVE」                                                                                   |
| 2010/02/24         | ありがとうのうた                                         | 「サンキュ.」                                                                                        |
| 2010/03/03         | めざましテレビ ガクナビ-青盤-                            | 「LOVE LOVE LOVE」                                                                                   |
| 2010/03/10         | LOVE NATION 〜gift for the children〜                    | 「何度でも」                                                                                         |
| 2010/03/17         | 胸キュン90's 〜ひとりで聴きたい恋の唄〜                  | 「LOVE LOVE LOVE」                                                                                   |
| 2010/03/24         | 終わらない恋がしたい                                     | 「LOVE LOVE LOVE」                                                                                   |
| 2010/03/24         | 恋のうた -泣きラブ-                                      | 「ア・イ・シ・テ・ルのサイン ~わたしたちの未来予想図~」                                              |
| 2010/04/28         | HOLIDAY tunes 〜おでかけモード                           | 「晴れたらいいね」                                                                                   |
| 2010/08/18         | クライマックス・スウィート〜女性ヴォーカル・セレクション | 「サンキュ.」                                                                                        |
| 2010/10/06         | Love Songs 〜恋しくて〜                                  | 「あなたに会いたくて」                                                                               |
| 2010/10/06         | Love Songs 〜恋しくて〜                                  | 「す き」                                                                                            |
| 2010/11/17         | 冬キブン                                                 | 「雪のクリスマス」                                                                                   |
| 2010/11/24         | 〜LOVE&PEACH〜けっこんのうた                             | 「LOVE LOVE LOVE」                                                                                   |
| 2010/12/01         | 恋のうた WINTER BEST                                     | 「WINTER SONG 〜DANCING SNOWFLAKES VERSION〜」                                                       |
| 2010/12/22         | クライマックス〜J-バラード・スタンダード                 | 「未来予想図II〜VERSION '07〜」                                                                      |
| 2011/01/11         | .LOVE tender                                             | 「ねぇ」                                                                                             |
| 2011/04/02 - 09/30 | アイのうた〜東日本大震災チャリティ・アルバム             | 「何度でも」                                                                                         |
| 2011/04/27         | HOLIDAY tunes 〜うきうきモード                           | 「go for it!」                                                                                       |
| 2020/08/26         | 歌姫～ベスト・ナインティーズ～                           | 「LOVE LOVE LOVE」                                                                                   |

## コラボレーション・楽曲提供
※当初はコラボレーション・楽曲提供は少なかったが、2000年頃から他のアーティストとの交流が盛んになった。
オリジナル楽曲
- WHEREVER YOU ARE - モーリス・ホワイト（1994年4月28日）
- よろこびのうた（SONG OF JOY） - ユッスー・ンドゥール（1997年11月15日）
- 愛がROCKするテーマ・PROUD OF YOU - Full Of Harmony（2006年2月22日）
- その先へ - FUZZY CONTROL（2009年9月9日）※DREAMS COME TRUE feat. FUZZY CONTROL 名義

コラボレーション楽曲
- Medley：The Lady Is A Tramp〜It's Been A Long Long Time〜It's Only A Paper Moon - 3Views Producers（2000年11月8日）
- I miss you 〜時を越えて〜 - MISIA+DCT（2001年1月1日）
- Lugar Comum feat. DREAMS COME TRUE - セルジオ・メンデス（2008年2月27日）

リミックス
- 24/7 〜club mix featuring ZEEBRA〜 - ZEEBRA（2000年11月22日）
- SWEET SWEET SWEET 〜06 AKON MIX〜 - エイコン（2006年11月29日）
- またね 〜CMJK REMIX〜 - CMJK（2008年2月27日）

参加楽曲
- ZERO LANDMINE - N.M.L.（NO MORE LANDMINE）（2001年4月25日）

楽曲提供
- ね、がんばるよ - KinKi Kids（作詞：吉田美和、作曲：吉田美和/中村正人）（2004年1月15日）
- 大っきらい でもありがと - 青山テルマ（作詞：吉田美和、作曲：吉田美和/中村正人）（2008年12月10日）
- あなたが笑えば - 観月ありさ（作詞：吉田美和、作曲：中村正人）（2011年5月25日）
- 願う以上のこと 祈る以上のこと - KinKi Kids（作詞：吉田美和、作曲：中村正人）（2011年11月9日）
- 普通の今夜のことを -let tonight be forever remembered- - 三浦大知（作詞：吉田美和、作曲：中村正人）（2017年9月27日配信）

プロデュース / エグゼクティヴ・プロデュース
※2002年にインディーズレーベルとして「DCTrecords」を設立してからは若手アーティストのプロデュースも行うようになっている。
- LUV DELUXE
- SAL
- NAOMI YOSHIMURA
- AM60
- LOVE
- FUZZY CONTROL

## 未商品化作品
沈没船のモンキーガール 〜WORLDWIDE VERSION〜
1996年の「LOVE UNLIMITED∞」ツアー時、「モンキーガール 豪華客船の旅」の歌い出し前の演出でBGMとして微かに使用された。
SONG OF JOY Tony Moran Remix Edit / JIMI JAMM RADIO EDIT / King Masa Remix
『SING OR DIE』のプロモーションのためにVirginRecordsからCDおよびレコードでアメリカのクラブに配布され、日本国内では一部のDJ向けレコード屋でレコード版が少数販売された。
著名なハウスミュージックのremix作成者であるTony MoranによるRemix、「Tony Moran Remix Edit」がメインで、他に「JIMI JAMM RADIO EDIT」「KING MASA REMIX」「LP VERSION」が収録されている。
好きだけじゃだめなんだ -King house mix-
プロモーション用に配布されたレコード盤のみに収録された。
愛と死をみつめて 〜DREAMS COME TRUE VERSION〜
テレビ朝日系列のスペシャルドラマ『愛と死をみつめて』の主題歌。テレビ朝日の携帯電話サイトで着うたが配信された（2006年3月末配信終了）。
未来予想図II 〜ENGLISH VERSION〜
HONDA "オデッセイ" CMソング。着うたのみの配信となっている。
ONE LAST DANCE, STILL IN A TRANCE (Gomi Remix)
クラブ向けに配布された音源。
愛がたどりつく場所 (Gomi's Digital Reggae Remix)
クラブ向けに配布された音源。

## タイアップ一覧
（詳細は一覧表を参照）
フジテレビ系ドラマ『救命病棟24時』で全てのシリーズで主題歌を担当している。
NHK総合『連続テレビ小説』の主題歌を2度担当した唯一のアーティストでもある。
| 曲名                                                                                        | タイアップ                                                                                                |
| ------------------------------------------------------------------------------------------- | --- |
| APPROACH                                                                                    | ぴあMap'89 & ぴあMap文庫'89キャンペーン・キャラクター ／キャンペーン・ソング                              |
| 悲しいKiss                                                                                  | 東宝系映画『山田ババアに花束を』挿入歌                                                                    |
| うれしい! たのしい! 大好き!                                                                 | グリコ「ポッキー」CMソング                                                                                |
| うれしい! たのしい! 大好き!                                                                 | 東宝系映画『7月7日、晴れ』挿入歌                                                                          |
| うれしい! たのしい! 大好き!                                                                 | 株式会社ディーシーカード「DC Card」CMソング                                                               |
| うれしい! たのしい! 大好き!                                                                 | 東宝系映画『山田ババアに花束を』主題歌                                                                    |
| 未来予想図II                                                                                | SONY ハンディカムCFソング                                                                                 |
| 笑顔の行方                                                                                  | TBS系ドラマ『卒業』主題歌                                                                                 |
| ひさしぶりのI Miss You                                                                      | 東宝系映画『山田ババアに花束を』挿入歌                                                                    |
| Eyes to me                                                                                  | フジカラー SUPER HG400キャンペーンソング                                                                  |
| 彼は友達                                                                                    | ダイドードリンコ ダイドーブレンドコーヒーイメージソング                                                   |
| 未来予想図                                                                                  | 富士フイルム CMソング                                                                                     |
| 決戦は金曜日                                                                                | フジテレビ系『うれしたのし大好き〜Friday Night Live〜』オープニング・テーマ                               |
| 決戦は金曜日                                                                                | フジテレビ系『うれしたのし大好き〜Friday Night Live〜』                                                   |
| 決戦は金曜日 - DOSCO prime Version -                                                        | 「東京シティ競馬」新CM                                                                                    |
| 太陽が見てる                                                                                | FUJICOLOR SUPER Gシリーズキャンペーンソング                                                               |
| 晴れたらいいね                                                                              | NHK総合 連続テレビ小説『ひらり』主題歌                                                                    |
| go for it!                                                                                  | '93 秋 資生堂"レシェンテ"CMソング                                                                         |
| go for it!                                                                                  | 東宝系映画『7月7日、晴れ』挿入歌                                                                          |
| LOVETIDE                                                                                    | SONY PRO PIXY ESPRIT CFソング                                                                             |
| a little waltz                                                                              | 日本コカ・コーラ「爽健美茶」CMソング                                                                      |
| a little waltz                                                                              | PS2『牧場物語Oh!ワンダフルライフ』主題歌                                                                  |
| いろんな気持ち                                                                              | 資生堂「レシェンテ」CMソング                                                                              |
| WINTER SONG                                                                                 | 映画『めぐり逢えたら』オープニングテーマソング                                                            |
| WINTER SONG                                                                                 | 東宝系映画『7月7日、晴れ』挿入歌                                                                          |
| WINTER SONG                                                                                 | SONY MDウォークマンCMソング                                                                               |
| WHEREVER YOU ARE                                                                            | TBS系ドラマ『長男の嫁』主題歌                                                                             |
| WHEREVER YOU ARE                                                                            | 東宝系映画『7月7日、晴れ』挿入歌                                                                          |
| ETERNITY                                                                                    | アニメーション映画『スワン・プリンセス/白鳥の湖』エンディング・テーマ                                     |
| サンキュ.                                                                                   | 日本テレビ「それって日テレ?」キャンペーンソング                                                           |
| The Signs of LOVE 〜ETERNITY ”DELICIOUS” Version+〜                                         | 東宝系映画『7月7日、晴れ』挿入歌                                                                          |
| LOVE LOVE LOVE                                                                              | TBS系ドラマ『愛していると言ってくれ』主題歌&挿入歌                                                        |
| LOVE LOVE LOVE                                                                              | SUBARU「インプレッサ」CMソング                                                                            |
| 嵐が来る                                                                                    | TBS系ドラマ『愛していると言ってくれ』挿入歌                                                               |
| ROMANCE                                                                                     | TBS系ドラマ「長男の嫁2」主題歌＆挿入歌                                                                    |
| 家へ帰ろ                                                                                    | TBS系ドラマ『長男の嫁』第2シリーズ挿入歌                                                                  |
| 7月7日、晴れ                                                                                | 東宝系映画『7月7日、晴れ』主題歌                                                                          |
| SONG OF JOY                                                                                 | JAL 「ラスベガス直行便キャンペーン」CMソング                                                              |
| 朝がまた来る                                                                                | フジテレビ系ドラマ『救命病棟24時』主題歌&挿入歌                                                           |
| 三日月                                                                                      | フジテレビ系ドラマ『救命病棟24時』挿入歌                                                                  |
| なんて恋したんだろ                                                                          | 森永アロエヨーグルトCMソング                                                                              |
| MARRY ME?                                                                                   | 日本テレビ系ドラマ『本家のヨメ』                                                                          |
| dragonfly                                                                                   | DDI Group CFソング                                                                                        |
| SNOW DANCE                                                                                  | DDIグループCMイメージソング                                                                               |
| SNOW DANCE                                                                                  | 安比総合開発(株) 安比高原スキー場のプロモーション                                                         |
| わすれものばんちょう                                                                        | NHK教育『それゆけこどもたい』オープニングテーマ                                                           |
| 24/7 -TWENTY FOUR/SEVEN-                                                                    | TBS系『世界・ふしぎ発見!』エンディング・テーマ                                                            |
| Go On, Baby! -universal mix-                                                                | コンフェデレーションズカップ2001/フジテレビ番組イメージソング                                             |
| いつのまに                                                                                  | フジテレビ系ドラマ『救命病棟24時』主題歌                                                                  |
| crystal vine                                                                                | ウォルト・ディズニー生誕100周年記念作品『アトランティス/失われた帝国』の主題歌                            |
| IT'S ALL ABOUT LOVE                                                                         | 爽健美茶＋DREAMS COME TRUEコラボレーションソング                                                          |
| SNOW DANCE -a capella version-                                                              | 安比高原2003-2004シーズン イメージソング                                                                  |
| やさしいキスをして                                                                          | TBS系日曜劇場『砂の器』主題歌                                                                             |
| THIS IS IT! YOU'RE THE ONE! I KNEW IT! -「うれしい！たのしい！大好き！」ENGLISH VERSION -   | Honda「オデッセイ」CMソング                                                                               |
| LOVE LOVE LOVE -ENGLISH VERSION-                                                            | Honda「オデッセイ」CMソング                                                                               |
| マスカラまつげ                                                                              | ニベア花王「ニベアボディ薬用ホワイトニングUV」CMソング                                                    |
| マスカラまつげ                                                                              | スターチャンネルEX オリジナルドラマ『5つの歌詩』テーマソング                                              |
| はじまりのla                                                                                | ロッテガーナミルクチョコレート CMイメージソング                                                           |
| OLA! VITORIA!                                                                               | TBSヨーロッパサッカー2004テーマソング                                                                     |
| ラヴレター                                                                                  | 映画『アマレット』主題歌                                                                                  |
| 未来を旅するハーモニー                                                                      | 2004年度「NHK全国学校音楽コンクール」小学校の部課題曲                                                     |
| 朝日の洗礼                                                                                  | ボーダフォン「803T」CMソング                                                                              |
| 何度でも                                                                                    | フジテレビ系ドラマ『救命病棟24時』主題歌                                                                  |
| 何度でも                                                                                    | T-JOY映画『Mayu -ココロの星-』主題歌                                                                      |
| 何度でも                                                                                    | 住友生命ブランドパートナー新TVCMソング                                                                    |
| 何度でも                                                                                    | スターチャンネルEX オリジナルドラマ『5つの歌詩』テーマソング                                              |
| JET!!!                                                                                      | ロッテガーナミルクチョコレートCMソング                                                                    |
| JET!!! 〜album version〜                                                                    | 「ハリウッド・ドリーム・ザ・ライド」期間限定の追加BGM                                                     |
| SUNSHINE                                                                                    | フジテレビ系列『めざましテレビ』テーマソング                                                              |
| WINTER SONG 〜DANCING SNOWFLAKES VERSION〜                                                  | Honda「オデッセイ」CMソング                                                                               |
| PROUD OF YOU                                                                                | アサヒスーパードライ「2006 WORLD BASEBALL CLASSIC」日本代表応援CMソング                                   |
| めまい                                                                                      | テレビ朝日系ドラマスペシャル『愛と死をみつめて』主題歌                                                    |
| 愛と死をみつめて 〜DREAMS COME TRUE VERSION〜                                               | テレビ朝日系ドラマスペシャル『愛と死をみつめて』主題歌                                                    |
| 今日だけは                                                                                  | ロッテ「ガーナミルクチョコレート」                                                                        |
| LOVE LOVE LOVE -ENGLISH VERSION JAZZ MIX-                                                   | Honda「オデッセイ」CMソング                                                                               |
| SWEET SWEET SWEET 〜06 AKON MIX〜                                                           | 『ソニック・ザ・ヘッジホッグ』タイアップソング                                                            |
| 大阪LOVER                                                                                   | ユニバーサル・スタジオ・ジャパン『ハリウッド・ドリーム・ザ・ライド』タイアップソング                      |
| 大阪LOVER                                                                                   | 毎日放送『ごぶごぶ』エンディングテーマ                                                                    |
| THE FIRST DAY WITHOUT YOU 〜JAPANESE VERSION〜                                              | 「CSI：NY」 イメージソング                                                                                |
| きみにしか聞こえない                                                                        | 映画『きみにしか聞こえない』主題歌                                                                        |
| サヨナラ59ers!                                                                              | 花王AUBE CMソング                                                                                         |
| ア・イ・シ・テ・ルのサイン 〜わたしたちの未来予想図〜                                       | 映画『未来予想図 〜ア・イ・シ・テ・ルのサイン〜』主題歌                                                   |
| ア・イ・シ・テ・ルのサイン 〜わたしたちの未来予想図〜                                       | 花王 AUBE CMソング                                                                                        |
| 未来予想図 〜VERSION'07〜                                                                   | 映画『未来予想図 〜ア・イ・シ・テ・ルのサイン〜』主題歌                                                   |
| 未来予想図II 〜VERSION'07〜                                                                 | かんぽ生命 「夢のフライト編」 CMソング                                                                    |
| 未来予想図II 〜ENGLISH VERSION〜                                                            | Honda「オデッセイ」CMソング                                                                               |
| NOCTURNE 001                                                                                | アサヒビール＆カゴメ共同開発商品「アサヒ トマーテ」CMソング                                               |
| またね                                                                                      | 映画『ONE PIECE エピソード オブ チョッパー プラス 冬に咲く、奇跡の桜』主題歌                              |
| CARNAVAL 〜すべての戦う人たちへ〜                                                           | 2010年ゆめ半島千葉国体・ゆめ半島千葉大会 イメージソング                                                   |
| MERRY-LIFE-GOES-ROUND                                                                       | 花王AUBE CMソング                                                                                         |
| TRUE, BABY TRUE.                                                                            | アサヒビール&カゴメ共同開発商品「アサヒ ベジッシュ」CMソング                                              |
| TRUE, BABY TRUE.                                                                            | スターチャンネルEX オリジナルドラマ『５つの歌詩』テーマソング                                             |
| 連れてって 連れてって                                                                       | ダンロップ 新スタッドレス「DSX-2」CMソング                                                                |
| MIDDLE OF NOWHERE                                                                           | パナソニック ソング「SEEDS OF TOMORROW」オリジナルヴァージョン                                            |
| ALMOST HOME                                                                                 | 明治乳業（現明治）「明治北海道十勝チーズ」CMソング                                                        |
| SEEDS OF TOMORROW                                                                           | パナソニックソング                                                                                        |
| GOOD BYE MY SCHOOL DAYS                                                                     | NHKフレッシャーズキャンペーンソング                                                                       |
| その先へ                                                                                    | フジテレビ系ドラマ『救命病棟24時』主題歌                                                                  |
| GODSPEED!                                                                                   | アサヒビール バンクーバーオリンピック日本代表応援 CMソング                                                |
| GODSPEED!                                                                                   | テレビ朝日系『アサヒビール Presents 夢追うチカラ − JAPAN DREAM −』テーマソング                            |
| ねぇ                                                                                        | 映画『FLOWERS』主題歌                                                                                     |
| ねぇ                                                                                        | 資生堂「TSUBAKI」夏のキャンペーンTVCMソング                                                               |
| 生きてゆくのです♡                                                                           | POCARI SWEAT 30th タイアップソング                                                                        |
| LIES, LIES.                                                                                 | テレビ朝日系木曜ドラマ『ナサケの女〜国税局査察官〜』 主題歌                                               |
| FALL IN LOVE AGAIN                                                                          | ファミリーマート オリジナルスイーツ『Sweets+』タイアップソング                                            |
| 愛がたどりつく場所                                                                          | ミスタードーナツ 新ドーナツソング                                                                         |
| 愛がたどりつく場所                                                                          | 「WE LOVE HOKKAIDO シリーズ 2015」テーマソング （※北海道日本ハムファイターズ スペシャルコラボレーション） |
| MY TIME TO SHINE                                                                            | ファンケル 無添加スキンケア CM ソング                                                                     |
| MY TIME TO SHINE                                                                            | TBS系全国ネット『アシタスイッチ〜MY TIME TO SHINE〜』テーマソング                                         |
| MY TIME TO SHINE                                                                            | テレビ東京系『DANCE＠TV』11月度オープニングテーマ                                                         |
| 想像を超える明日へ                                                                          | トヨタ自動車「エスティマ ハイブリッド 」X DREAMS COME TRUE プロジェクトソング                             |
| 愛して笑ってうれしくて涙して                                                                | 映画『綱引いちゃった!』主題歌                                                                             |
| MADE OF GOLD -featuring DABADA-                                                             | ネスカフェ® ゴールドブレンド® タイアップソング                                                            |
| さぁ鐘を鳴らせ                                                                              | フジテレビ系『救命病棟24時』主題歌                                                                        |
| さぁ鐘を鳴らせ                                                                              | 「2015北海道マラソン」オフィシャルソング                                                                  |
| この街で                                                                                    | AEON SPECIAL 10 WEEKS ! コラボレーションソング                                                            |
| AGAIN                                                                                       | 日本テレビ系『NEWS ZERO』テーマソング                                                                     |
| HAPPY HAPPY BIRTHDAY - 25th Anniv. Mix -                                                    | AEON 40th Anniversary Song                                                                                |
| 九州をどこまでも                                                                            | JR九州「ドリカム新幹線」キャンペーンソング                                                                |
| 愛しのライリー                                                                              | ディズニー／ピクサー映画『インサイド・ヘッド』オリジナル書き下ろし主題歌                                  |
| WINTER SONG 〜DANCING SNOWFLAKES VERSION〜                                                  | 2017冬季アジア札幌大会イメージソング                                                                      |
| あなたのように                                                                              | DREAMS COME TRUE×かんぽ生命キャンペーンソング                                                             |
| 雪のクリスマス - VERSION'16 -                                                               | SUBARU 「インプレッサ」CMソング                                                                           |
| KNOCKKNOCK!                                                                                 | 花王「ソフィーナ プリマヴィスタ」CMソング                                                                 |
| あなたと同じ空の下                                                                          | ユニバーサル・スタジオ・ジャパン「ドリーム・プロジェクト 2017」テーマソング                               |
| その日は必ず来る                                                                            | JXTGエネルギー・ENEOS「エネルギーソング発表篇」CMソング                                                   |
| 世界中からサヨウナラ                                                                        | 音楽ストリーミング配信サービス「Spotify #今のサントラ 犬の散歩編」CFイメージソング                        |
| あなたとトゥラッタッタ♪                                                                     | NHK総合 連続テレビ小説『まんぷく』主題歌                                                                  |
| THE WAY I DREAM                                                                             | MTG×DREAMS COME TRUE                                                                                      |
| go for it! - VERSION'18 -                                                                   | SUBARU「インプレッサ」CMソング                                                                            |
| G                                                                                           | 劇場版『Gのレコンギスタ』テーマソング                                                                     |
| YES AND NO                                                                                  | フジテレビ系ドラマ『アンサング・シンデレラ 病院薬剤師の処方箋』主題歌                                     |
| 次のせ～の！で - ON THE GREEN HILL -                                                        | 伊藤園「お～いお茶」タイアップソング                                                                      |
| 羽を持つ恋人                                                                                | 昆虫アニメ「インセクトランド」主題歌                                                                      |
| UP ON THE GREEN HILL from Sonic the Hedgehog Green Hill Zone – MASADO and MIWASCO Version - | 映画『ソニック・ザ・ムービー／ソニック VS ナックルズ』日本版主題歌                                        |
| 空を読む                                                                                    | スターチャンネルEX オリジナルドラマ『5つの歌詩』テーマソング                                              |
| スピリラ                                                                                    | スターチャンネルEX オリジナルドラマ『5つの歌詩』テーマソング                                              |
| Kaiju                                                                                       | 映画『カミノフデ 〜怪獣たちのいる島〜』主題歌                                                             |
| 晴れたらいいね 〜VERSION'18〜                                                               | テレビ東京・BSテレ東制作、Prime Video独占配信ドラマ『晴れたらいいね』劇中歌                               |
| BEACON                                                                                      | テレビ朝日系ドラマ『大追跡〜警視庁SSBC強行犯係〜』主題歌                                                  |

## コンサート

### 概要
DREAMS COME TRUEのライブは、アルバム発売後に開催されるアルバムツアーと、4年に1度開催されるグレイテストヒッツ・ライヴ「史上最強の移動遊園地 DREAMS COME TRUE WONDERLAND」の2つを基軸に行われている。また、WONDERLANDとは対照的なライヴ（マニアックな曲を歌う）「ウラワン」も開催している。それらのツアーの番外編として、ツアーに組み込まれにくい場所などで、凝った舞台セットなしで楽器のみを持ち込み、着の身着のまま行う「ドリカムの夕べ」を開催することもある。
コンサートのオープニングは、アルバムツアーでは「OPEN SESAME」が、WONDERLANDでは「A theme of the WONDERLAND」が演奏される。コンサートの際に吉田は観客を「○○ベイビーズ」と呼ぶ（○○にはコンサート会場の土地名が入る）。WONDERLANDでは「○○ワンダーベイビーズ」となる。また、コンサートの最後のメンバー紹介では吉田が「そして、オイラが、せーの」と言うと客が「吉田美和」と叫ぶのが恒例となっている。
2008年からの3年間は、自身のレーベル「DCTrecords」のアーティストと共に開催する冬フェス「WINTER FANTASIA 〜 DCTgarden "THE LIVE!!!"」を開催していた。
他のライヴイベントへ出演をする機会もあり、2015年よりDREAMS COME TRUEと縁のあるアーティストや尊敬するミュージャン等が出演したり、翌2016年7月7日（七夕）には日本記念日協会より「ドリカムの日」に認定され、以降は毎年のように記念フェスが開催されている。

### 日程

#### 1989年
- 2月14日：名古屋バレンタイン コンサート(愛知文化講堂)
- 3月3日：HINAMATSURI コンサート(渋谷公会堂)
- 3月21日：大阪ハートビートパレード(大阪 MUSE HALL)
- 3月26日：デビュー・ライブ(渋谷 CLUB QUATTRO)
- 4月2日：名古屋野外イベント(名古屋 東山公園緑地)
- 5月23日：ぴあアミューズメントライヴ(青山 スパイラルホール)
- 8月5日：HIROSHIMA '89(広島サンプラザ)
- 8月6日：SETODA SUNSET BEACH SOUND '89(瀬戸田 サンセットビーチ)
- 10月20日〜11月2日：'89 学園祭ツアー10/20 富山職業訓練大学校 10/21 福井工業高等専門学校 10/22 神戸ポートピアランド 10/25 広島経済大学 10/28 夙川学院短期大学 10/29 京都産業大学 11/02 聖和学園短期大学 11/03 明治大学 11/04 日本大学芸術学部 11/05 大阪府立大学 11/23 京都大学 12/06 愛媛電子ビジネス専門学校

#### 1990年
- 11月2日：青山学院大学 学園祭(青山学院大学)

#### 1992年
- 4月4日：イェヴリバディデァンスニャウ ダイナマイトな夜、うっふん(渋谷ON AIR)

#### 2000年
- 12月31日：VISA Presents DCTgarden.com COUNTDOWN PARTY(新高輪プリンスホテル)

#### 2001年
- 1月1日：VISA Presents DCTgarden.com Off-Site Meeting(新高輪プリンスホテル)
- 5月4日：May 4th Music Festival 2001(台湾)
- 7月22日：FM802 MEET THE WORLD BEAT 2001(万博記念公園もみじ川芝生広場)

#### 2005年
- 5月26日：ROCK KIDS 802 SPECIAL LIVE REQUESTAGE3 2005(大阪城ホール)
- 5月28日：MTV THE SUPER DRY LIVE 2005(国立代々木競技場第一体育館)
- 7月2日：LIVE 8 JAPAN 2005(幕張メッセ 国際展示場8号館)

#### 2006年
- 1月31日：SWITCH 20th Presents SWITCH ON LIVE Vol.4(恵比寿 LIQUIDROOM)

#### 2007年
- 6月：ASAHI SUPER DRY LIVE 2007(06/28 神戸ワールド記念ホール 06/30 日本武道館)

#### 2009年
- 3月10日：みんなでドリする? DO YOU DREAMS COME TRUE? SPECIAL LIVE 2009(国立代々木競技場第一体育館)

#### 2010年
- 10月18日：オフィシャルファンクラブPOWER PLANT ファンミーティング大阪(Zepp Osaka)

#### 2011年
- 8月13日：Exciting Summer in WAJIKI '11(大塚製薬徳島ワジキ工場)
- 8月：東北フリーライブ(08/19 岩手県 陸前高田市グラウンド 08/20 宮城県 石巻市立石巻中学校校庭 08/21 茨城県 北茨城市市民祭り広場 08/21 福島県 郡山市ビッグパレット)
- 11月3日：ぴあ 39th FAREWELL "39 -THANK YOU-" 〜車輪小僧の大回転〜(幕張メッセ 国際展示場9-11ホール)

#### 2012年
- 5月：yorimo presents DREAMS COME TRUE みんなで金環食する? LIVE 2012 〜CREATE THE FUTURE〜(05/13 インテックス大阪 05/20 幕張メッセ 国際展示場9-11ホール)
- 6月14日：LOVE in Action Meeting（LIVE）(日本武道館)
- 10月7日：テレビ朝日ドリームフェスティバル2012(国立代々木競技場第一体育館)

#### 2013年
- 3月2日：U-EXPRESS LIVE 2013(幕張メッセ 国際展示場9-11ホール)
- 12月14日：中之島にぎわいの森×DREAMS COME TRUE WINTER FANTASIA 2013 〜大阪LOVER〜(大阪市中央公会堂前広場 特設ステージ)
- 12月：NTV presents the Nestle Japan 100th Anniversary SPECIAL LIVE 2013 〜MADE OF GOLD〜(12/20 横浜アリーナ 12/21 横浜アリーナ 12/26 大阪城ホール 12/27 大阪城ホール)

#### 2014年
- 8月13日：SPACE SHOWER TV "LIVE with YOU"〜Supported by uP!!!(渋谷 CLUB QUATTRO)
- 8月16日：LIVE MONSTER LIVE(横浜 赤レンガパーク)
- 8月17日：SUMMER SONIC 2014(QVCマリンフィールド)
- 10月12日：uP!!! presents MBS音祭2014(大阪城ホール)

#### 2015年
- 5月6日：スカパー! Super Live DREAMS COME TRUE Special Live in Hawaii よしだみちゃん、生まれて飛び出てジャジャジャジャ～ン♪え、50?!(アウラニ・ディズニー・リゾート＆スパ コオリナ・ハワイ（ハワイ・オアフ島）)
- 7月4日：LIVE MONSTER LIVE 2015(幕張メッセ 展示ホール4-6)
- 7月19日：MBS presents 私のドリカム THE LIVE in 万博公園(万博記念公園 東の広場 特設ステージ)
- 7月25日：NUMBER SHOT 2015(海の中道海浜公園 野外劇場（どんたくステージ）)
- 10月4日：「第42回池田町秋のワイン祭り」ミニライブ出演(DCTgarden IKEDA)

#### 2016年
- 7月10日：MBS presents 私だけのドリカム THE LIVE in 万博公園(万博記念公園 東の広場 特設ステージ)
- 7月16日：うれしたのし大好き 2016 〜真夏のドリカムフェス〜(明治神宮外苑野外特設ステージ)
- 9月10日：SPACE SHOWER SWEET LOVE SHOWER 2016(山梨県山中湖交流プラザきらら)

#### 2017年
- 2月19日：「2017冬季アジア札幌大会」開会式(札幌ドーム)
- 6月25日：LIVE MONSTER LIVE 2017 DREAMS COME TRUE SPECIAL LIVE at UNIVERSAL STUDIOS JAPAN(UNIVERSAL STUDIOS JAPAN グラマシーパーク特設会場)
- 7月1日：LIVE MONSTER LIVE 2017(幕張メッセ 国際展示場 4-6ホール)
- 7月7日：ドリカム花火大会2017 in 大阪舞洲(大阪・舞洲スポーツアイランド特設会場)
- 7月8日：The best covers of DREAMS COME TRUE ドリウタフェス 2017 in 大阪舞洲(大阪・舞洲スポーツアイランド特設会場)

#### 2018年
- 3月18日：太陽の塔内部公開記念イベント「DREAMS COME TRUE Special Live」(大阪・万博記念公園 太陽の広場（吹田市千里万博公園）)

#### 2019年
- 12月21日：国立競技場オープニングイベント 〜HELLO, OUR STADIUM〜(国立競技場)

#### 2022年
- 5月14日：LOVE SUPREME JAZZ FESTIVAL(埼玉県・秩父ミューズパーク)
- 5月：LOVE SUPREME presents DREAMS COME TRUE (featuring 上原ひろみ, Chris Coleman, 古川昌義, 馬場智章) & WONK(05/21 神戸ワールド記念ホール 05/26 東京ガーデンシアター)
- 6月5日：日比谷音楽祭2022(日比谷公園大音楽堂（日比谷野音）)
- 6月：Okinawa Dream Sessions 2022(06/11 沖縄県・沖縄アリーナ 06/12 沖縄県・沖縄アリーナ)

#### 2023年
- 3月5日：D.U.N.K. Showcase(有明アリーナ)

#### 2024年
- 7月7日：池田ワイン城50周年感謝祭 × DREAMS COME TRUE35周年 ドリカムとドリカムの日(池田ワイン城 イベント広場)

### 主なサポート・メンバー
- バッキング・ヴォーカル：YURI、浦嶋りんこ、馬渡松子、NAOMI YOSHIMURA、LOVE、中澤信栄（GATZ）、高橋あず美
- ギター：武藤良明、JUON（FUZZY CONTROL）、デイヴィッド・T・ウォーカー、外園一馬、モーリス・マイケル、佐々木康彦、高田二郎、ポール・ダン、デイヴイッド・スピノザ、今泉洋
- ピアノ／キーボード：大谷幸、馬渡松子、明石敏子、上杉洋史、佐藤博、永井誠一郎
- ドラム：神保彰（元CASIOPEA、現PYRAMID、かつしかトリオ）、CHRIS COLEMAN、DESIRE NEALY、SONY EMOLLY、SATOKO（FUZZY CONTROL）、坂東慧（T-SQUARE）、濱田尚哉、村上"ポンタ"秀一、Nir Z、松本幸弘
- ベース：JOE（FUZZY CONTROL）
- ダンサー：S+AKS（SHIGE（片平成紀）、KEITA（田中啓太）、INO-D、GOTO、RYO）、元ZOO（HIRO（EXILE）、SAE、CAP）、竹内亜矢子
- トランペット：中野勇介、グレッグ・アダムス、佐々木史郎（熱帯JAZZ楽団、BIG HORNS BEE他多数）、小林太、有沢建夫、川上鉄平、湯本淳希、五反田靖
- サックス：本間将人、勝田一樹（DIMENSION）、山本一、吉田治、竹村直哉
- トロンボーン：鹿討奏、佐野聡、野村裕幸、五十嵐誠
- ブラス：DYNAMITES UK
- エレクトーン：yaSya（富岡ヤスヤ）
- パーカッション：大儀見元（元オルケスタ・デ・ラ・ルス、現SALSA SWINGOZA、松岡直也グループ）、JOE（FUZZY CONTROL）
- MC：マーセラス・D・ニーリー（Modernday Soothsayers）
- マニピュレーター：上甲敬太、岡村弦、最上三樹生、松谷直樹
- 音楽監督（『史上最強の移動遊園地 DREAMS COME TRUE WONDERLAND 2007』）：佐藤博
- 衣装デザイン：丸山敬太[48]

### ライヴのゲスト出演者
- 陣内孝則 - 1993年『The swinging Star』横浜アリーナ公演
- aiko - 2000年『DCTgarden.com COUNTDOWN PARTY』新高輪プリンスホテル飛天
- nobodyknows+ - 2005年『DREAMS COME TRUE CONCERT TOUR 2005 DIAMOND15』名古屋レインボーホール公演
- 大泉洋 - 2005年『DREAMS COME TRUE CONCERT TOUR 2005 DIAMOND15』北海道立総合体育センター 北海きたえーる公演
- ドアラ - 2008年『DCTgarden The LIVE WINTER FANTASIA 2008』日本ガイシホール公演
- 絢香 - 2013年『SPECIAL LIVE 2013 〜MADE OF GOLD〜』横浜アリーナ公演
- 肥後克広 - 2014年『DREAMS COME TRUE CONCERT TOUR 2014 ATTACK 25』国立代々木第一体育館公演
- ウルフィ - 2015年『史上最強の移動遊園地 DREAMS COME TRUE WONDERLAND 2015』ナゴヤドーム公演（12/19）

## 出演

### CM
- 資生堂「レシェンテ」（1993年）
- Sony「Pixy」（1993年）
- サントリー「スーパーホップス」（1996年）
- DDIグループ（1999年 - 2000年）
- 日本コカ・コーラ「爽健美茶」（2002年）
- ロッテ「ガーナチョコレート」（2004年 - 2005年）
- 東芝「Vodafone 803T」（2005年）[49]
- アサヒ&カゴメ[50]
  - 「トマーテ」（2007年）
  - 「ベジーテ」（2008年）
  - 「ベジッシュ」（2008年）
- 明治乳業（現明治）「北海道十勝チーズ」（2008年）[51]
- 大塚製薬「ポカリスエット」（2010年）
- ファンケル「新・无添加スキンケアライン」（2012年）[52]
- トヨタ「エスティマハイブリッド」（2012年）[53]
- ネスカフェ「ネスカフェ ゴールドブレンド」（2013年）
- JR九州「ドリカム新幹線」（2015年3月 - 2016年3月）[54]
- かんぽ生命保険（2016年4月 - ）
- ENEOS（2017年7月 - ）
  - 「エネルギーソング発表」篇
- お～いお茶（2021年7月 - ）

### テレビ番組
※ドリカムがメインを務めた番組のみ記載している。
うれしたのし大好き（フジテレビ系：1992年4月3日 - 1993年4月2日）
うれしたのし大好き2015〜ドリカムへの挑戦状〜（フジテレビ系：2015年7月10日）
22年ぶりに一夜限りで復活した。
うれしたのし大好き2016 （フジテレビ系：2016年7月22日）
DREAMS COME TRUE Magic Journey Special Live（テレビ朝日系：1994年8月12日）
『ミュージックステーション』初の出演アーティストが1組のみという放送。タモリもトランペット奏者として演奏に参加した。
ドリカムのデリシャス大行進（日本テレビ系：1995年3月29日）
同年7月には『ドリカムのラブラブ大行進』として、新たなVTRを加え再放送されている。
ドリカムのX'mas WONDERLAND（NHK総合：1995年12月24日）
ドリカム・さんまのハッピーX'masショー!（日本テレビ系：1997年12月20日）
タモリの昨日は去年だったスペシャル（テレビ朝日系：1998年1月1日）
タモリとともに西川が司会を務めた。

#### NHK紅白歌合戦出場歴
※これまでに計15回出場している。2009年の第60回NHK紅白歌合戦と2010年の第61回NHK紅白歌合戦では紅組のトリを務めた。2008年と2011年、2012年にもNHK側から出演オファーはあったが、2008年は「2009年のデビュー20周年に向けての準備のため」、2011年は「2011年に行われたコンサートツアー大阪公演の延期に伴うその後の楽曲制作のスケジュールが遅れ、楽曲制作に専念したい」、2012年は「カウントダウン優先」という理由により出演辞退した。
| 年            | 出場回数 | 演奏曲                                                                | 出演順 | 対戦相手        | 備考 |
| ------------- | -------- | --------------------------------------------------------------------- | ------ | --------------- | --- |
| 1990年/第41回 | 初出場   | 笑顔の行方                                                            | 1/29   | 光GENJI         | 先行トップバッター |
| 1991年/第42回 | 2        | Eyes to me                                                            | 13/28  | 光GENJI (2)     | |
| 1992年/第43回 | 3        | 晴れたらいいね〜紅白バージョン〜                                      | 16/28  | X               | 「決戦は金曜日」を含むメドレー |
| 1993年/第44回 | 4        | go for it!                                                            | 9/26   | 美川憲一        | 第2部トップバッター |
| 1994年/第45回 | 5        | す き〜紅白バージョン〜                                               | 9/25   | 米米CLUB        | 「WINTER SONG」を含むメドレー |
| 1995年/第46回 | 6        | LOVE LOVE LOVE〜紅白バージョン〜                                      | 11/25  | H Jungle with t | 「ROMANCE」、「恋の罠しかけましょ」を含むメドレー・第2部トップバッター                                                             |
| 1996年/第47回 | 7        | そうだよ                                                              | 7/25   | RATS&STAR       | |
| 1997年/第48回 | 8        | PEACE!                                                                | 14/25  | 西城秀樹        | 第2部トップバッター |
| 2004年/第55回 | 9        | やさしいキスをして                                                    | 17/28  | Gackt           | |
| 2005年/第56回 | 10       | 何度でも〜紅白スペシャルバージョン〜                                  | 26/29  | 五木ひろし      | 「やさしいキスをして」を含むメドレー                                                                                               |
| 2006年/第57回 | 11       | 何度でも LOVE LOVE LOVE 2006                                          | 26/27  | SMAP            | トリ前 |
| 2007年/第58回 | 12       | ア・イ・シ・テ・ルのサイン 〜わたしたちの未来予想図〜紅白ヴァージョン | 25/27  | SMAP (2)        | 「未来予想図II」を含むメドレー |
| 2009年/第60回 | 13       | その先へ〜紅白スペシャルバージョン〜                                  | 25/25  | 北島三郎        | 「MIDDLE OF NOWHERE」を含むメドレー、 ドリカムの希望でニュートン・フォークナーと共演、 紅組トリ、 この年の紅白最高視聴率を記録した |
| 2010年/第61回 | 14       | 生きてゆくのです♡ feat. ザ紅白スペシャルブラスバンド                  | 22/22  | SMAP (3)        | 紅組トリ（2）・ マーチングバンド、ヨコハマロビンズとの共演。                                                                       |
| 2013年/第64回 | 15       | さぁ鐘を鳴らせ                                                        | 17/25  | なし            | 岩手県陸前高田市・高田小学校体育館より中継                                                                                         |

### 映画
- アマレット（2004年12月25日劇場公開）
- ソニック・ザ・ムービー / ソニック VS ナックルズ（2022年8月19日劇場公開）

### PV
- サザンオールスターズ「天国オン・ザ・ビーチ」（2014年9月10日発売）

## 受賞歴
- 1992年
  - ’91年度のぴあテン音楽部門で1位。
- 1995年
  - 第6回ザテレビジョンドラマアカデミー賞 主題歌賞（『LOVE LOVE LOVE』、ドラマ『愛していると言ってくれ』主題歌）[58][59]
- 1999年
  - 第20回ザテレビジョンドラマアカデミー賞 主題歌賞（『朝がまた来る』､ ドラマ『救命病棟24時』主題歌）[59][60]
- 2004年
  - 第40回ザテレビジョンドラマアカデミー賞 主題歌賞（『やさしいキスをして』､ ドラマ『砂の器』主題歌）[61][62]
- 2015年
  - SSTV「MUSIC VIDEO AWARDS」BEST VIDEO賞（『AGAIN』MUSIC VIDEO）
- 2016年
  - SPACE SHOWER MUSIC AWARDSで、「ARTIST OF THE YEAR」「BEST POP ARTIST」２冠受賞。

## その他活動

### アンドレ中村とオホーツク・ボーイズ
1990年に中村のレギュラーラジオ『スーパーFMマガジン 中村正人のNORU SORU』（TOKYO FM系）の中の一コーナーで「中村を演歌歌手としてデビューさせよう」という企画がスタートしたことがきっかけで生まれた。この企画は中村だけではなくドリカムの他のメンバーやスタッフを巻き込んだグループとして広がりを見せ、「アンドレ中村とオホーツクボーイズ」名義でCDデビューするまでに発展した。
その後の活動は行われていなかったが、1999年のドリカムのコンサートツアー『ドリカムワンダーランド'99 夏の夢』において突如復活（ただし、復活したのはアンドレ中村とニハエル・マージョの二人のみ）。オホーツク海に浮かぶ「ガリンコ号」の船上で復活ライブを行うことになったオホーツク・ボーイズという体裁をとり、現地からレポートする吉田のくだり、曲前のカウントをとるニハエルの映像に続き、アンドレとニハエルの2人がデビューシングルのジャケット写真と同じスタイルで実際のステージに登場、唯一の持ち歌である「せつなくて〜オホーツクにたたずむ男〜」を披露した。『ドリカムワンダーランド'99 冬の夢』では映像と福岡公演（ツアー初日）のみに登場した。
2012/2013年のコンサートツアー『裏ドリワンダーランド 2012/2013』では、アンドレ中村一人だけの形ながら13年ぶりに復活した。

#### メンバー
| 名前                   | 正体                                                      |
| ---------------------- | --------------------------------------------------------- |
| アンドレ中村           | 中村正人                                                  |
| 岡リーナ               | 吉田美和                                                  |
| ニハエル・マージョ     | 西川隆宏                                                  |
| エヴリー・ツノダ       | 当時ドリカムのバックバンドでドラムを担当していた角田onbuu |
| サリー・シンヤ・日の本 | 当時ドリカムのプロデューサーだった山本しんたろう          |

#### シングル
| リリース日 | タイトル                             | 規格品番  |
| ---------- | ------------------------------------ | --------- |
| 1991/02/21 | せつなくて〜オホーツクにたたずむ男〜 | ESDB 3191 |